# Guillermo II de Alemania
Guillermo II de Alemania (en alemán: Wilhelm II; Berlín, 27 de enero de 1859-Doorn, 4 de junio de 1941) fue el último emperador alemán (Deutscher Kaiser) y rey de Prusia, reinando desde 1888 hasta su abdicación forzosa en 1918. Como nieto mayor de la reina Victoria, sus primos hermanos incluían al rey Jorge V del Reino Unido, la zarina Alejandra Fiódorovna de Rusia y a las reinas María de Rumania y Victoria Eugenia de España. Fue segundo en la línea sucesoria, por detrás de su padre Federico de Prusia de su abuelo el emperador Guillermo I, por lo que al morir ambos con pocos meses de diferencia en 1888, el año de los tres emperadores, Guillermo ascendió al trono como emperador alemán y rey de Prusia. Entre sus primeras decisiones, estuvo el despido del canciller Otto von Bismarck el 20 de marzo de 1890, a raíz de su oposición a leyes antisocialistas que quería aprobar el canciller.
El nuevo emperador dio una impronta personal a su reinado, caracterizado por una gran puesta en escena (el guillerminismo), constantes viajes al extranjero (destacando el de Oriente Próximo en 1898), una importante promoción de la técnica y ciencia y discursos grandilocuentes con frecuencia controvertidos debido a su lenguaje exagerado y retórica propia de otra época. A pesar de sus grandes dotes para la oratoria, el contenido de sus discursos fue ampliamente discutido por la prensa y objeto de constantes controversias debido a su falta de tacto y por escapar a la supervisión del gobierno. El escándalo del Daily Telegraph en 1908, en la que el gobierno falló en corregir o matizar varias declaraciones incendiarias sobre política internacional, obligó al emperador a controlar sus discursos y conllevó la dimisión del canciller Bernhard von Bülow. Aunque no afectó a las relaciones internacionales, fue lo que dijo y no lo que hizo, lo que deterioró la reputación de Guillermo II.
Tras la partida de Bismarck, la Alemania guillermina emprendió una política exterior más asertiva destinada a reclamar su «lugar bajo el Sol como nueva potencia mundial, cuestionando así la hegemonía de potencias tradicionales como el Reino Unido, Francia o Rusia. Entre las políticas internacionales cabe destacar la creación de una Flota de Alta Mar para competir con la Royal Navy, o la oposición a que Marruecos se convirtiera en colonia francesa, hecho que originaría la primera y la segunda crisis marroquí. El progresivo enfriamiento de las relaciones con el Reino Unido y Francia obligaron a Alemania a buscar alianzas con potencias en declive como Austria-Hungría, hecho que la enemistaría con Rusia debido a los conflictos balcánicos; y con el Imperio otomano, donde se proyectó la construcción del ferrocarril Berlín-Bagdad que crearía más fricciones con el Reino Unido. La influencia real de Guillermo II en el desarrollo de dichas políticas sigue siendo motivo de debate, aunque recientemente se ha cuestionado su intervención directa, dada su personalidad a veces volátil y su falta de focalización en una política coherente. La política exterior alemana, en ocasiones contraria a los propios deseos del emperador, fue en gran medida obra de Leo von Caprivi (canciller entre 1890-94) y Bernhard von Bülow (secretario de exteriores desde 1897 y canciller entre 1900-1909).
Tras el estallido de la Primera Guerra Mundial, Guillermo II fue progresivamente apartado por la cúpula militar, que consideraba sus intervenciones disruptivas. Con el nombramiento de Hindenburg y Ludendorff como líderes del Estado Mayor del Ejército Imperial Alemán, Alemania se fue convirtiendo progresivamente en una dictadura militar de facto. No obstante, el emperador aún conservó parte de su poder e influencia y hasta enero de 1917 se opuso firmemente a la guerra submarina a ultranza. Tras el estallido de la Revolución alemana, Guillermo II, abandonado por sus generales y sus súbditos, partió al exilio en los Países Bajos durante la madrugada del 10 de noviembre de 1918. El 28 del mismo mes abdicó formalmente, poniendo fin a más de quinientos años de gobierno de la casa de Hohenzollern.
Vivió exiliado en Huis Doorn hasta su muerte en 1941.

## Primeros años

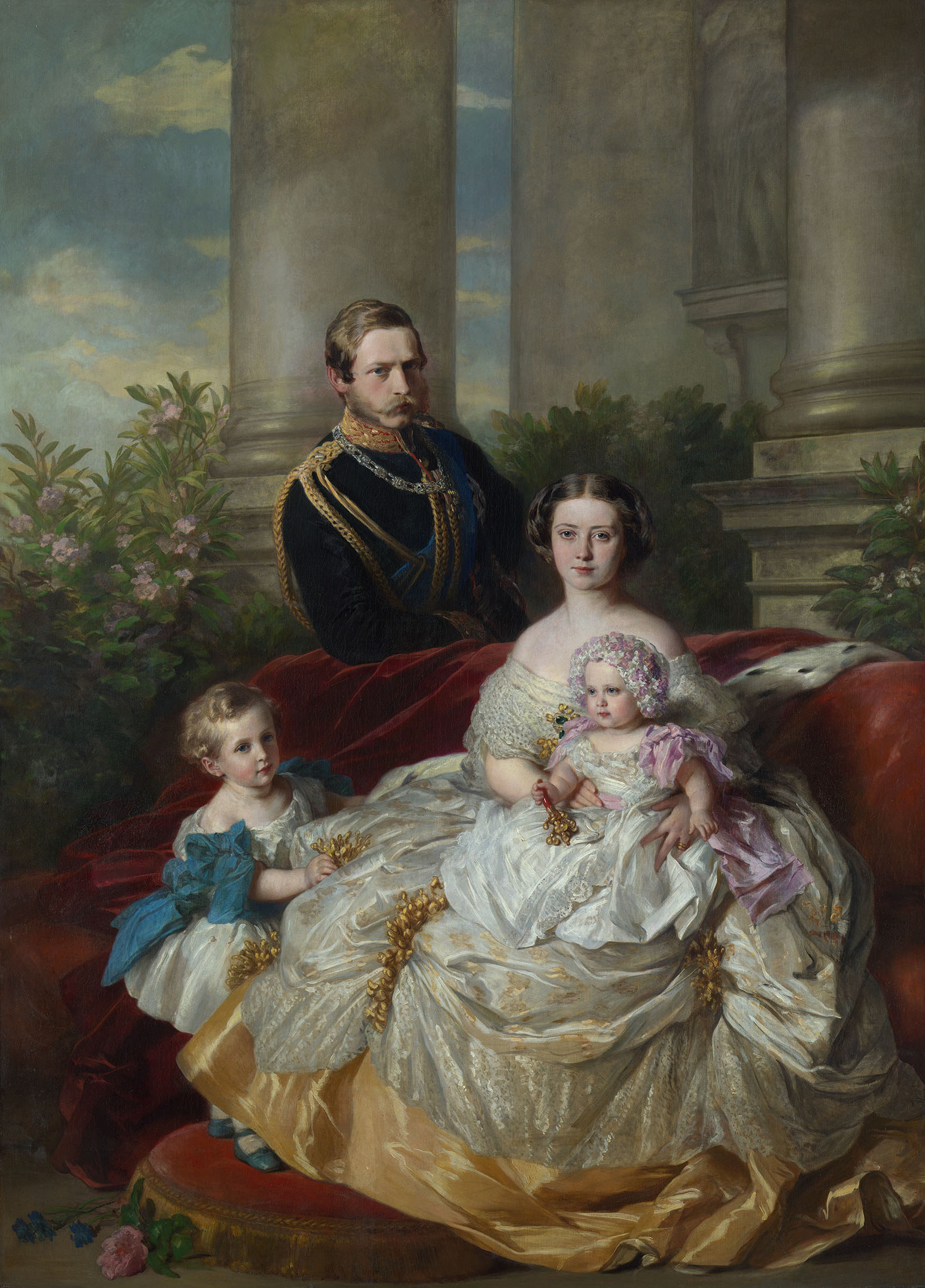
Retrato de Guillermo (izq) con sus padres, Federico y Victoria, y su hermana Carlota, por Franz Xaver Winterhalter (1862)

Guillermo (apodado Willy por su familia) nació el 27 de enero de 1859 en Berlín. Era el hijo mayor del entonces príncipe Federico de Prusia y de su esposa, la princesa Victoria. Su abuelo paterno, Guillermo de Prusia era el hermano y heredero del rey Federico Guillermo IV de Prusia, que no tenía hijos. A su muerte en 1861 Guillermo heredó la corona prusiana y Federico, padre del futuro Guillermo II, se convirtió en príncipe heredero. La madre de Guillermo II era la hija mayor de la reina Victoria y del príncipe Alberto, así como la tía de la futura zarina de Rusia Alejandra Fiódorovna, esposa del último zar Nicolás II, y hermana de Eduardo VII del Reino Unido.
El parto fue difícil, y como consecuencia de ello el bebé nació con una deformidad en el brazo izquierdo, que los médicos de la corte berlinesa intentaron corregir en vano. Esta deformación consistía en una hipertrofia relativamente leve aunque visible. Guillermo la ocultaría celosamente durante toda su vida bajo uniformes militares y poses estudiadas de antemano, como se puede observar en varias fotografías de la época.
En su juventud, Guillermo estuvo muy enamorado de una de sus primas de Darmstadt, Isabel de Hesse, que sería la futura gran duquesa de Rusia y trató de conquistarla por todos los medios intentando incluso componer poesía, pero todo sin éxito. El rechazo de Isabel se debió principalmente a los modales bruscos y poco atinados del entonces príncipe de Prusia. Nunca la olvidó. En su lugar, se casó, en 1881, con la princesa Augusta Victoria de Schleswig-Holstein, apodada Dona, con la que tuvo seis hijos y una hija. Augusta era sumisa ante Guillermo y siempre estaba de acuerdo con él en todo y eso, entre otras cosas, hizo que el matrimonio fuera feliz.

## Ascenso al trono y reinado entre 1888 y 1900
A la muerte de su padre, que solo reinó durante 99 días, el 15 de junio de 1888, Guillermo II accedió al trono alemán.
Aunque en su juventud Guillermo había sido un gran admirador de Otto von Bismarck, la impaciencia característica de su personalidad y sobre todo la determinación por su parte de reinar y administrar al mismo tiempo –a diferencia de su abuelo, que solía encargar la administración diaria al brillante Bismarck– lo llevó rápidamente a un conflicto con el «Canciller de Hierro», la figura dominante en la fundación de su imperio. El viejo canciller creía que Guillermo II era un hombre ligero, que podía ser dominado, y mostraba respeto por las ambiciones de este en la década de 1880. Después de un intento de su parte de introducir una ley antisocialista de largo alcance a principios de la década de 1890, la separación final entre el monarca y el estadista ocurrió pronto. Guillermo II no estaba dispuesto a iniciar su reinado con una masacre al por mayor de trabajadores industriales, y despidió a Bismarck en 1890.
Guillermo II designó entonces en su lugar a Leo von Caprivi, que posteriormente fue sustituido por Chlodwig zu Hohenlohe-Schillingsfürst en 1894. Al designar a Caprivi y luego a Hohenlohe, Guillermo II se embarcaba en lo que se conoce como «el nuevo curso», por medio del cual esperaba ejercer una decisiva influencia en el gobierno del imperio. Los historiadores debaten acerca del grado de éxito que tuvo Guillermo II al implantar el «gobierno personal» en su época. Pero queda clara la diferencia que existía entre la corona y el canciller en el período de Guillermo II. Estos cancilleres eran servidores civiles veteranos, no eran hombres de estado, políticos, como Bismarck lo fue. Guillermo II quiso evitar el resurgimiento de Bismarck, el «Canciller de Hierro», a quien había llegado a detestar, llamándolo «viejo grosero y aguafiestas». Bismarck jamás había permitido a ningún ministro ver en persona al emperador sin estar él presente, manteniendo así su influencia y su poder político. Después de su retiro forzado, hasta el día de su muerte, Bismarck se convirtió en un duro crítico de las políticas de Guillermo II, pero sin el apoyo del árbitro supremo de todas las designaciones políticas (el emperador), había poca oportunidad para que el viejo canciller pudiera ejercer alguna influencia.
Lo que sí logró Bismarck fue la creación del «Mito Bismarck». Esta visión (que algunos dirían que fue confirmada por sucesos posteriores) sostenía que con el despido de Bismarck, Guillermo II había deshecho cualquier posibilidad de que Alemania tuviera un gobierno estable y efectivo. Desde este punto de vista, el «nuevo curso» de Guillermo II se caracterizó por el descontrol del gobierno alemán, finalmente conduciendo a la nación por una serie de crisis hasta los horrores de las dos guerras mundiales. Pero en realidad, Guillermo II estuvo probablemente en lo correcto al despedir a Bismarck, un hombre cuyas habilidades políticas estaban disminuyendo y que se había vuelto peligrosamente hostil con los elementos socialistas dentro del Reich.
Otro de los aspectos que jugaron en forma gravitante en la política exterior durante aquellos años fue la gran influencia que ejerció sobre el zar Nicolás II de Rusia, manipulando astutamente en beneficio de los intereses alemanes, con consecuencias nefastas que acabarían por desencadenar la guerra entre Rusia y Japón en 1905, y posteriormente cuando brindó apoyo al Imperio austrohúngaro, desencadenó la Primera Guerra Mundial al obligar a movilizar a Rusia en defensa de los eslavos de Serbia.

## Vida social y política entre 1900 y 1914

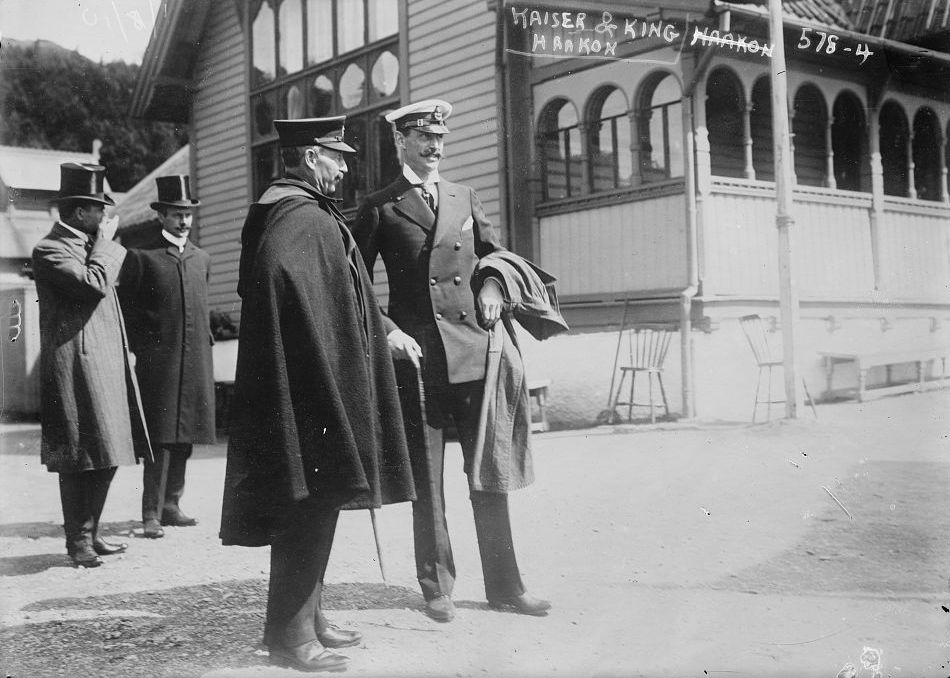
Guillermo II junto al rey Haakon VII de Noruega

Tras el despido de Hohenlohe en 1900, Guillermo II designó canciller al hombre a quien llamaba «su propio Bismarck», el príncipe Bernhard von Bülow. Guillermo II esperaba encontrar en Bülow un hombre que combinara la habilidad del Canciller de Hierro con el respeto a los deseos del káiser, lo que permitiría al Imperio ser gobernado como creyera conveniente. Guillermo II ya había notado el enorme potencial de Bülow, y muchos historiadores piensan que su designación como canciller no fue más que la conclusión de un largo período de «arreglos». Sin embargo, durante la década siguiente, Guillermo se desilusionó de su decisión, y en vista de la oposición de Bülow sobre el «Asunto del Daily Telegraph» de 1908 y otros más, el káiser despidió a Bülow y designó en su lugar a Theobald von Bethmann-Hollweg en 1909.
Bethmann era un burócrata de profesión con cuya familia había vivido Guillermo II cuando era joven. El káiser llegó a sentir un gran respeto por Bethmann-Hollweg, pero a pesar de eso, no estuvo de acuerdo con ciertas políticas de Bethmann, tales como sus intentos de reformar las leyes electorales prusianas.
La participación de Guillermo II en la esfera doméstica estuvo más limitada a principios del siglo xx que lo que había estado a comienzos de su reinado. Esto se debió, en parte, a la designación de Bülow y Bethmann (hombres de mucho más carácter que los primeros cancilleres de Guillermo II), pero también se debió a su creciente interés por los asuntos exteriores.

## Política exterior entre 1888 y 1914

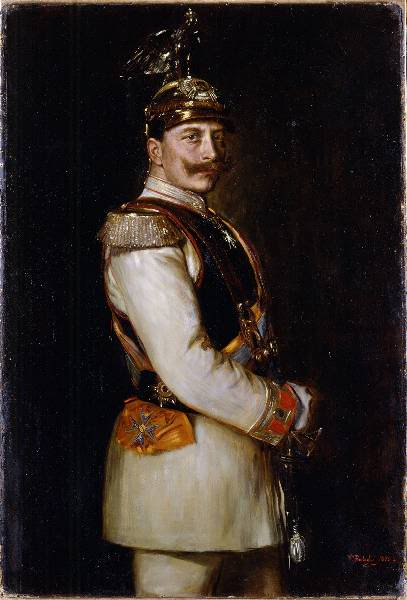
Retrato de Guillermo II por Vilma Lwoff-Parlaghy, 1895

La política exterior alemana durante el reinado de Guillermo II se enfrentó con varios problemas significativos. Probablemente el más aparente fue que Guillermo II, un hombre impaciente por naturaleza, subjetivo en sus reacciones y afectado fuertemente por sus impulsos y sentimientos, no estaba personalmente preparado para conducir la política exterior alemana por un camino racional. Esta debilidad también lo hacía vulnerable a la manipulación por intereses de la élite de la política exterior alemana, y sucesos posteriores lo demostrarían.
Tras la destitución de Bismarck, Guillermo II y su nuevo canciller decidieron no renovar el Tratado de Reaseguro con el Imperio Ruso, el cual era secreto y había sido concluido por Bismarck en 1887. Este acuerdo garantizaba la neutralidad de Rusia en caso de un ataque por Francia y su abandono es considerado por muchos historiadores como una de las decisiones más peligrosas tomadas por Guillermo II en términos de política exterior. En realidad, la decisión de permitir el vencimiento del tratado se tomó sin su conocimiento previo y fue principalmente responsabilidad de Leo von Caprivi, inspirado por la facción del Ministerio de Asuntos Exteriores encabezada por Friedrich von Holstein, aunque Guillermo II apoyaba las acciones de su canciller. Es importante no sobreestimar la influencia del káiser en materia de política exterior después de la destitución de Bismarck, pero es cierto que su participación contribuyó a la falta general de coherencia y consistencia de la política del Imperio alemán con otras potencias.
Un ejemplo típico de esto fue su relación de «amor-odio» con el Reino Unido. Un conflicto armado con los británicos nunca fue totalmente descartado por Guillermo II, quien a menudo abrigaba sentimientos antibritánicos dentro de los principales ámbitos del Gobierno alemán, a pesar de lo que su madre le había inculcado en su juventud. Cuando la Primera Guerra Mundial estalló en 1914, Guillermo II creyó sinceramente que era víctima de una conspiración diplomática fraguada por su tío, el rey Eduardo VII del Reino Unido, en la que Gran Bretaña había buscado activamente «rodear» a Alemania a través de la conclusión de la Entente Cordiale con Francia en 1904 y un acuerdo similar con Rusia en 1907. Esto es un indicativo del hecho de que Guillermo II tenía un sentimiento bastante irreal sobre la importancia de la «diplomacia personal» entre los monarcas europeos, y no podía comprender que la totalmente diferente posición constitucional de sus primos británicos hacía esto bastante irrelevante.
De manera similar creía que su relación personal con su primo político, el zar de Rusia, era suficiente para evitar la guerra entre los dos países. Durante una reunión privada en Björkö en 1905, Guillermo II concluyó un acuerdo con su primo. El káiser ascendió dicho acuerdo a un tratado de alianza, sin antes consultarlo con Bülow. Una situación similar confrontó el zar Nicolás durante su regreso a San Petersburgo, y el tratado era, como resultado, inválido. Pero Guillermo II creyó que Bülow lo había traicionado, y ese hecho contribuyó al creciente sentimiento de insatisfacción hacia el hombre que consideraba que sería su más leal sirviente. En términos muy similares a los de la «diplomacia personal» en Björkö, sus intentos por evitar una guerra con Rusia por medio de un intercambio de telegramas con Nicolás II en los últimos días antes del estallido de la Primera Guerra Mundial (los «telegramas Willy-Nicky») no surtieron efecto debido a la realidad política de las potencias europeas. Sus intentos por atraer a Rusia estaban seriamente fuera de lugar a causa de la existencia de sus compromisos con el Imperio Austrohúngaro. En caballerosa fidelidad a la alianza con Austria, Guillermo II informó al emperador austrohúngaro Francisco José en 1889 que «el día de la movilización austrohúngara sería también el día de la movilización alemana». En caso de darse esta movilización austrohúngara, era más probable que se diera en contra de Rusia. Por tanto, una política de alianza con Rusia y Austria-Hungría a la vez era imposible.
En la actualidad, es ampliamente reconocido que los diversos actos espectaculares que Guillermo II llevó a cabo en el ámbito internacional eran a menudo parcialmente alentados por la élite alemana en política exterior. Hubo un número de excepciones clave, tales como el famoso «telegrama Kruger» en el cual, el káiser felicitaba al presidente bóer Paul Kruger del Transvaal por haber vencido la «redada de Jameson» de los británicos, indisponiendo así la opinión pública respecto a Alemania por parte de la población británica. Aunque su impacto total se sintió años después, su discurso del 27 de julio de 1900, en el que se exhortó a las tropas alemanas que habían sido enviadas para calmar la Rebelión de los Bóxers a emular a los antiguos hunos («hagan que la palabra "alemán" sea recordada en China durante mil años, de forma que ningún chino vuelva a atreverse siquiera a mirar mal a un alemán»), es otro ejemplo de su desafortunada inclinación a sus expresiones públicas inapropiadas, aunque la frase fue expresada después de la toma de la embajada alemana en China y posterior asesinato del embajador alemán Klemens von Ketteler.

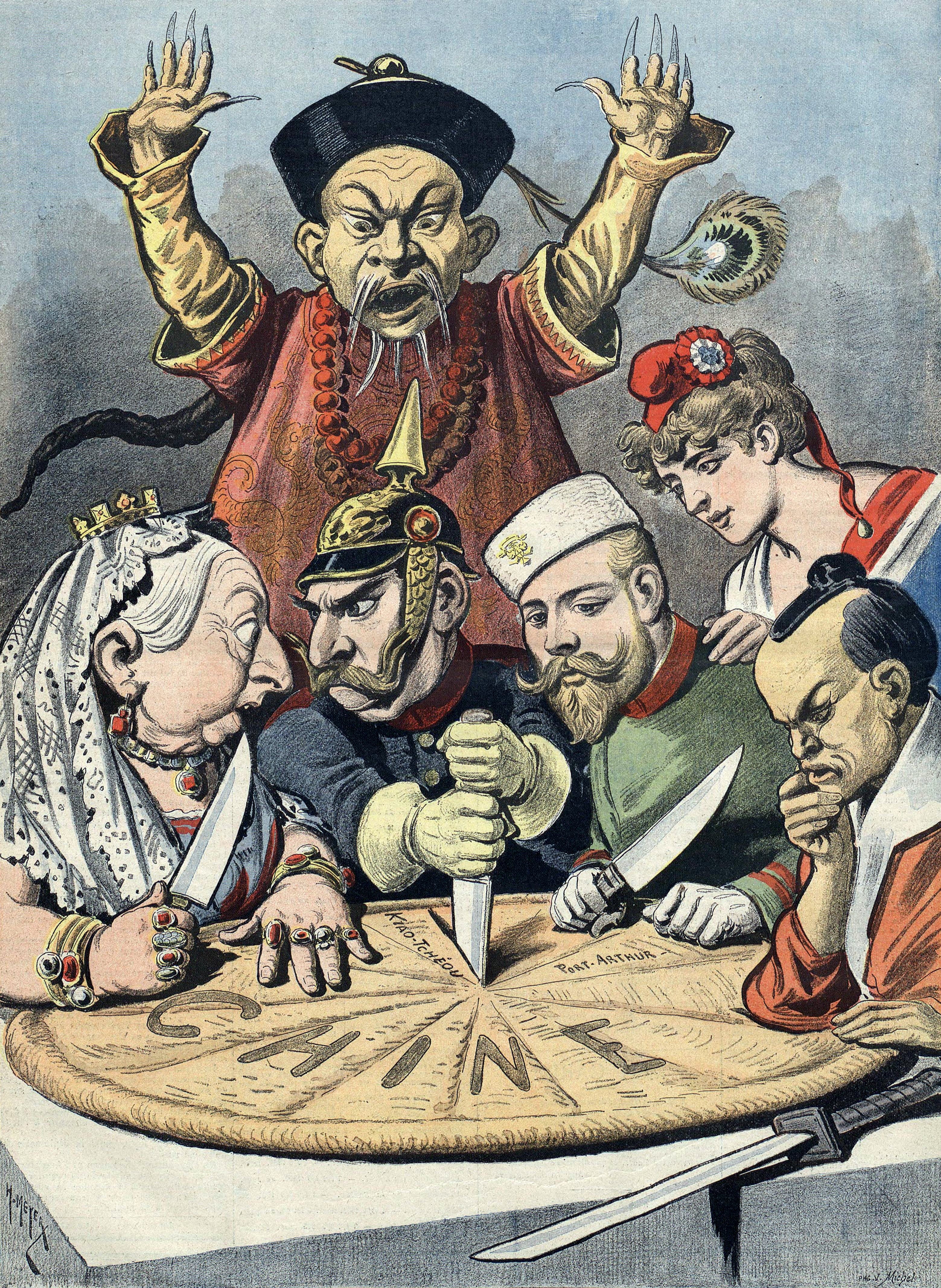
Caricatura representando la partición de China a manos de la reina Victoria (Gran Bretaña), Guillermo II (Alemania), Marianne (Francia), Nicolás II (Rusia) y un samurái (Japón). «La pugna por China», Henri Meyer, Le Petit Journal, 1898

Probablemente, el error personal más dañino cometido por Guillermo II en el terreno de la política exterior tuvo más impacto en Alemania que en el resto del mundo. El asunto del «Daily Telegraph» de 1908 se derivó de la publicación de ciertas opiniones de Guillermo II en una edición del diario británico de ese nombre. Guillermo II vio esto como una oportunidad para promover sus ideas y puntos de vista en cuanto a la relación diplomática entre Alemania y el Reino Unido, pero en su lugar, debido a sus arrebatos emocionales durante la entrevista, Guillermo II terminó negando no solo a los británicos, sino también a los rusos, franceses y japoneses, sosteniendo que a los alemanes no les importaban los británicos; que los franceses y los rusos habían tratado de instigar a Alemania a intervenir en la Segunda Guerra de los Bóer; y que el desarrollo naval alemán estaba enfocado a frenar a los japoneses, no a los británicos. El efecto en Alemania fue bastante contundente, con serias llamadas para su abdicación mencionadas en la prensa. Comprensiblemente, Guillermo II mantuvo un comportamiento muy discreto después del fiasco del «Daily Telegraph», y posteriormente concretó su venganza forzando la renuncia del príncipe von Bülow, que había abandonado al emperador a la crítica pública asumiendo públicamente cierta responsabilidad por no haber editado la transcripción de la entrevista antes de su publicación.
La crisis del Daily Telegraph hirió profundamente la ya dañada autoconfianza de Guillermo II, tanto que no tardaría en sufrir una grave depresión clínica de la que nunca llegó a recuperarse realmente. A partir de ese momento perdió mucha de la influencia que había ejercido anteriormente en términos de política exterior y doméstica.
En algunos casos, los errores diplomáticos de Guillermo II eran parte de una política de más alcance emanada de la élite de gobierno alemana. Una de tales acciones detonó la Primera Crisis Marroquí en 1905, cuando Guillermo II fue persuadido a realizar una espectacular visita a Marruecos. Su presencia fue vista como una aserción de los intereses alemanes en Marruecos, e incluso hizo ciertas afirmaciones a favor de la independencia de Marruecos en un discurso. Esto lo condujo a una cierta fricción con Francia, que tenía intereses coloniales en ese país, acentuada por el gobierno alemán con la Crisis de Agadir. Sin embargo, nada de lo que Guillermo II hizo en el ámbito internacional tuvo más influencia que su decisión de llevar a cabo una política de construcción naval a gran escala.

Tampoco tranquilizaron mucho los ánimos de la paz armada declaraciones altisonantes y con tono expansionista, dado el contexto de la época, hechas por Guillermo II tales como «Alemania busca su lugar bajo el Sol».
En 1912 invitó a visitar Alemania al expresidente mexicano Porfirio Díaz para presenciar maniobras militares en Maguncia.

## Expansión naval
Una armada poderosa era el principal proyecto de Guillermo II. Había heredado de su madre el amor por la Royal Navy británica (la más poderosa del mundo) y cierta vez confesó a su tío Eduardo VII que su sueño era tener «una flota propia algún día», como los británicos. Guillermo II se sentía frustrado debido a que la flota alemana era escasa en comparación con la británica, así como por su incapacidad de ejercer una influencia alemana en Sudáfrica. Tras el escándalo del «telegrama Kruger», Guillermo II comenzó a emprender acciones para iniciar la construcción de una flota que pudiera rivalizar con la de sus primos británicos. Guillermo II tuvo la fortuna de llamar a su servicio al dinámico oficial de Marina Alfred von Tirpitz, a quien designó comandante general de la Oficina Naval del Reich en 1897.
El nuevo almirante había concebido lo que más tarde sería conocido como el «plan Tirpitz», por medio del cual Alemania podría forzar a Gran Bretaña a acceder a sus demandas en el ámbito internacional a través de la amenaza de una flota poderosa concentrada en el Mar del Norte. Tirpitz disfrutaba del total apoyo de Guillermo II en los presupuestos navales sucesivos de 1897 y 1900, por medio de los cuales la armada alemana se reforzaba para contender con la británica. La expansión naval en ese período finalmente causó en Alemania severas crisis financieras para 1914. Guillermo II se enfocó en la construcción de acorazados de gran tamaño.

## Primera Guerra Mundial

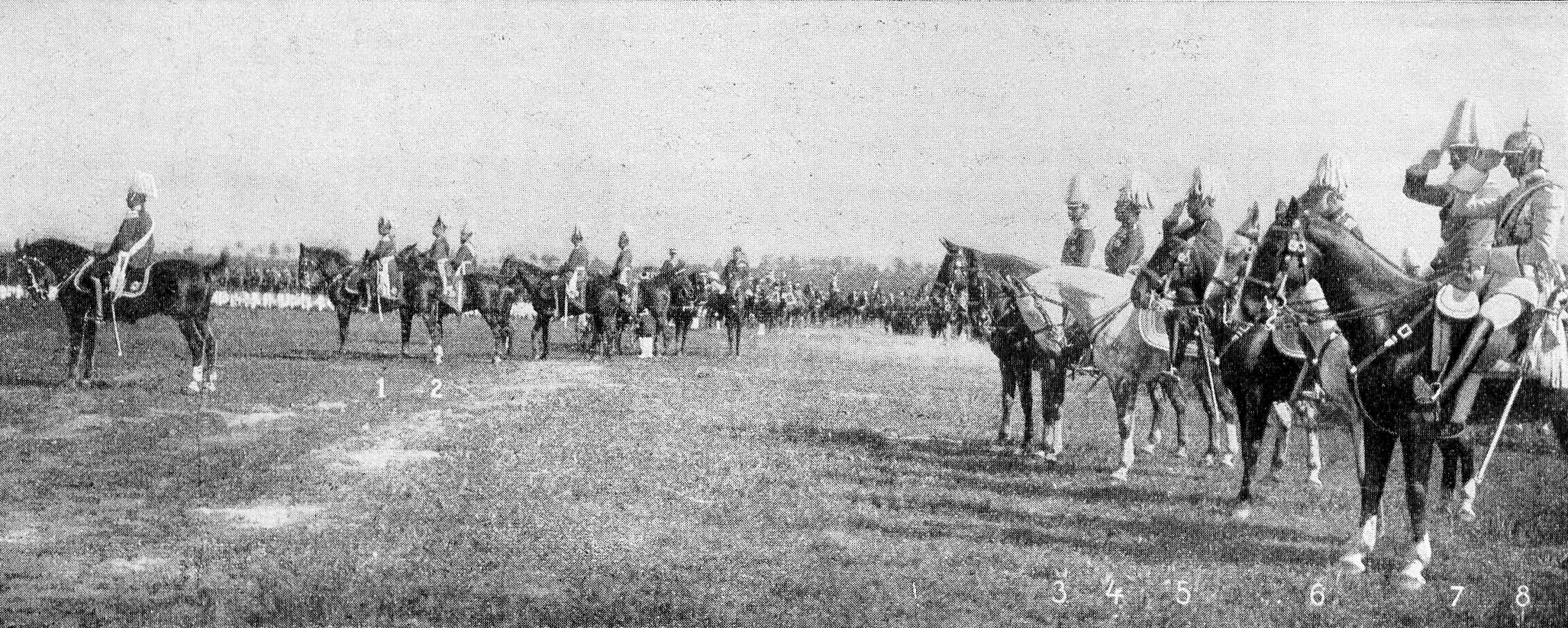
El emperador Guillermo con el gran duque de Baden, el príncipe Oscar de Prusia, el gran duque de Hesse, el gran duque de Mecklemburgo-Schwerin, el príncipe Luis de Baviera, el príncipe Max de Baden y su hijo, el príncipe de la Corona Guillermo, en maniobras militares en otoño de 1909.

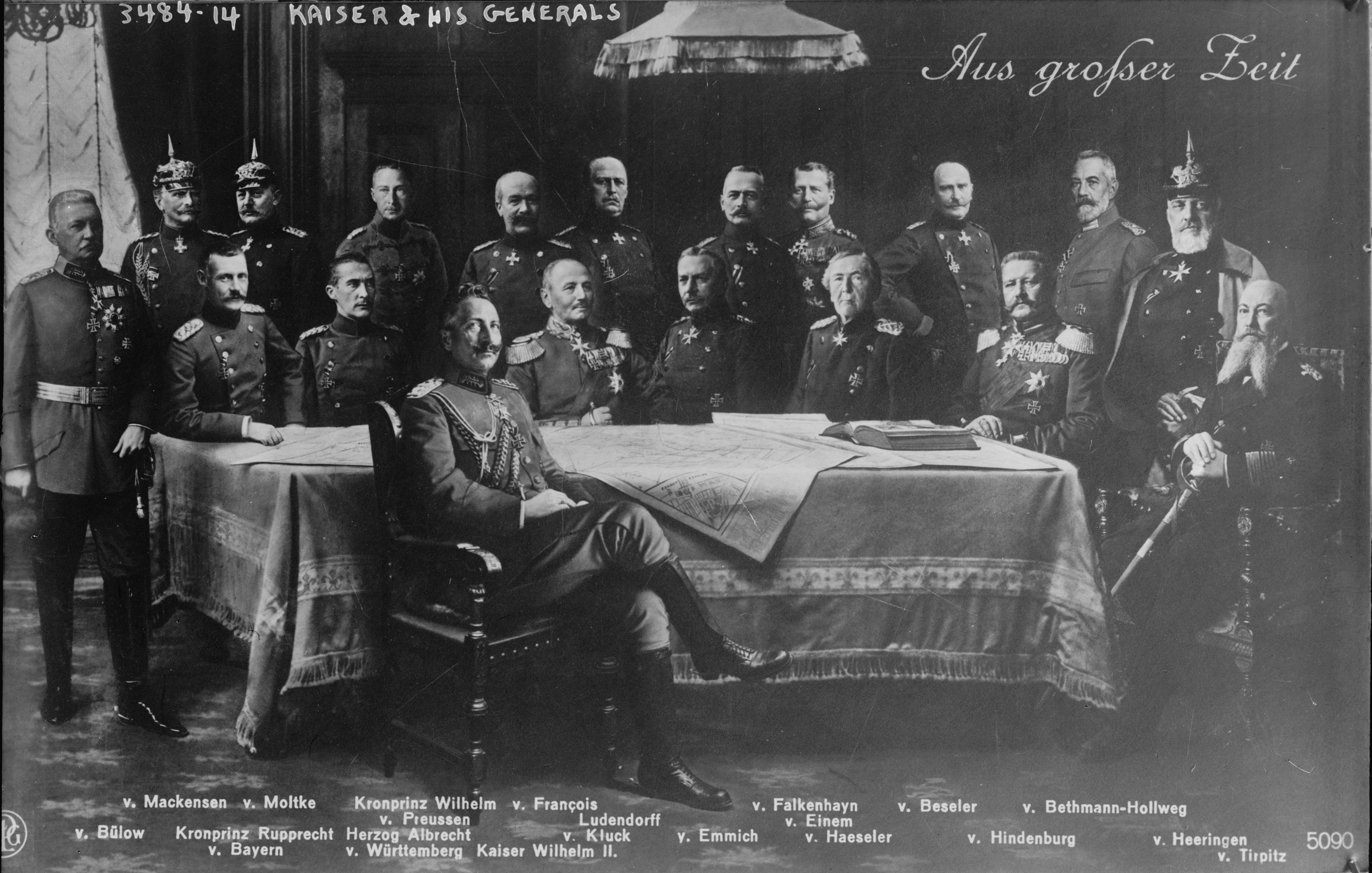
Guillermo II con varios generales alemanes

### La crisis de Sarajevo
Guillermo II era íntimo amigo del archiduque Francisco Fernando de Austria y quedó profundamente conmocionado por su asesinato, el 28 de junio de 1914. Guillermo II ofreció su apoyo a Austria-Hungría para desmantelar la Mano Negra[cita requerida], la organización secreta que había planeado el asesinato, e incluso sancionó el uso de la fuerza por parte de Austria contra la presunta fuente del movimiento: el Reino de Serbia. Quería permanecer en Berlín hasta que la crisis fuera resuelta, pero su corte lo persuadió de ir a su crucero anual por el mar Báltico el 6 de julio de 1914. Probablemente se sabía que su presencia sería útil para aquellos elementos en el gobierno que deseaban sacar provecho de esta crisis para aumentar el prestigio de Alemania, incluso con el riesgo de una guerra general, algo a lo que Guillermo era extremadamente aprensivo.
Guillermo hizo intentos erráticos para permanecer informado de la crisis por medio de telegramas, y cuando el ultimátum austrohúngaro se entregó a Serbia, se apresuró a volver a Berlín. Llegó a la ciudad el 28 de julio, leyó una copia de la respuesta serbia, y escribió en ella:

Una solución brillante, ¡y en apenas 48 horas! Esto es más de lo que se podría haber esperado. Una gran victoria moral para Viena; pero con ella todos los pretextos para la guerra caen al suelo, y [al Embajador] Giesl más le valía haberse quedado tranquilamente en Belgrado. En este documento, nunca debería haber dado órdenes para la movilización.

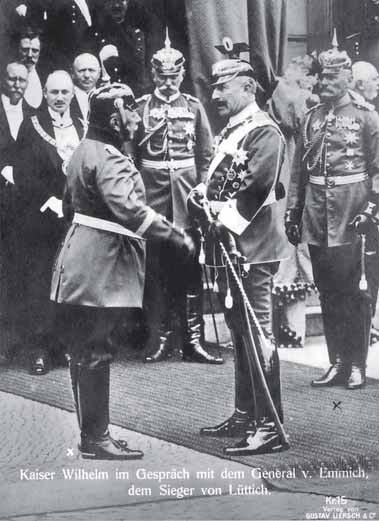
El emperador Guillermo con el general Otto von Emmich, victorioso en la batalla de Lieja; en el fondo, los generales Hans von Plessen (centro) y Moriz von Lyncker (der)

Sin que Guillermo lo supiera, los ministros y generales austrohúngaros ya habían convencido a Francisco José de Austria, de 84 años, de que firmara una declaración de guerra contra Serbia. Como consecuencia directa, Rusia empezó una movilización general para atacar Austria en defensa de Serbia. En la noche del 30 de julio, cuando recibió un documento indicando que Rusia no cancelaría su movilización, Guillermo escribió un comentario con las siguientes observaciones:

... Porque yo ya no tengo ninguna duda de que Inglaterra, Rusia y Francia han acordado entre ellos, sabiendo que nuestras obligaciones en los tratados nos obligan a apoyar a Austria, usar el conflicto entre Austria y Serbia como pretexto para librar una guerra de aniquilación contra nosotros... Nuestro dilema sobre mantener la fe con el anciano y honorable Emperador ha sido aprovechado para crear una situación que le da a Inglaterra la excusa que ha estado buscando para aniquilarnos con una falsa apariencia de justicia, con el pretexto de ayudar a Francia y de mantener la conocida Balanza de Poder en Europa, es decir, enfrentando en nuestra contra todos los estados europeos para su propio beneficio.

Otros autores más recientes indican que Guillermo II realmente declaró: 

«La crueldad y la debilidad iniciarán la guerra más terrible del mundo, cuyo propósito es destruir Alemania. Porque no hay ninguna duda que Inglaterra, Francia y Rusia han conspirado entre ellos para librar una guerra de aniquilación en nuestra contra».

Cuando Berlín recibió la noticia de la movilización rusa, les fue posible a los ansiosos oficiales militares y al Ministerio de Asuntos Exteriores de Alemania persuadir al káiser de que firmara la orden de movilización. Se dice que al firmar la orden de movilización, Guillermo II exclamó: 

«Se arrepentirán de esto, caballeros».

 Finalmente, el 1 de agosto de 1914, Alemania declaró la guerra a Rusia.
No es fácil demostrar que Guillermo II quisiera activamente desatar la Primera Guerra Mundial. A pesar de que tenía deseos de que el Imperio alemán fuera una potencia mundial, nunca fue intención de Guillermo II conjurar un conflicto de gran escala para lograr tales fines. Simplemente quería que el Imperio alemán prosperara en paz sin afectar negativamente a ningún otro país. A pesar de saber que una guerra a escala global era inminente, hizo grandes esfuerzos para preservar la paz, como demuestra su correspondencia con Nicolás II y su interpretación optimista del ultimátum austrohúngaro de que las tropas de esa potencia no irían más lejos de Belgrado, limitando así el conflicto. La referencia británica contemporánea de la Primera Guerra Mundial de ser la «Guerra del Káiser», de la misma manera que la Segunda Guerra Mundial fue llamada la «Guerra de Hitler», es vista actualmente como infundada (y hasta cierto punto injusta) al sugerir que Guillermo II fuera personalmente culpable de desatar el conflicto.

### Inicio de la guerra
Cuando se hizo obvio que Alemania experimentaría una guerra en dos frentes, y que el Reino Unido entraría en guerra si Alemania atacaba Francia a través de Bélgica, el pánico llevó a Guillermo a intentar redirigir el ataque principal hacia Rusia. Cuando Moltke el Joven (que había elegido ejecutar el plan de 1905, concebido originalmente por Alfred von Schlieffen para un escenario de guerra alemana en dos frentes) le dijo que eso era imposible, Guillermo le contestó: 

«¡Tu tío me habría dado una respuesta distinta!»

Guillermo también dijo: 

«¡Pensar que Jorge y Nicó me han engañado! Si mi abuela estuviera viva, nunca lo hubiera permitido».

 Según el plan original, Alemania atacaría primero al enemigo más fuerte, en este caso Francia. El plan suponía que Rusia tardaría más en completar su movilización y además que su ejército no estaba plenamente preparado para la guerra. Derrotar a Francia había sido relativamente fácil durante la guerra franco-prusiana de 1870, pero con las fronteras de 1914, un ataque al sureste de Francia podía ser detenido por las fortalezas fronterizas francesas. Se decidió atacar por Bélgica, aunque Guillermo consiguió que von Moltke el Joven no invadiera también los Países Bajos.

### La decadencia del Káiser

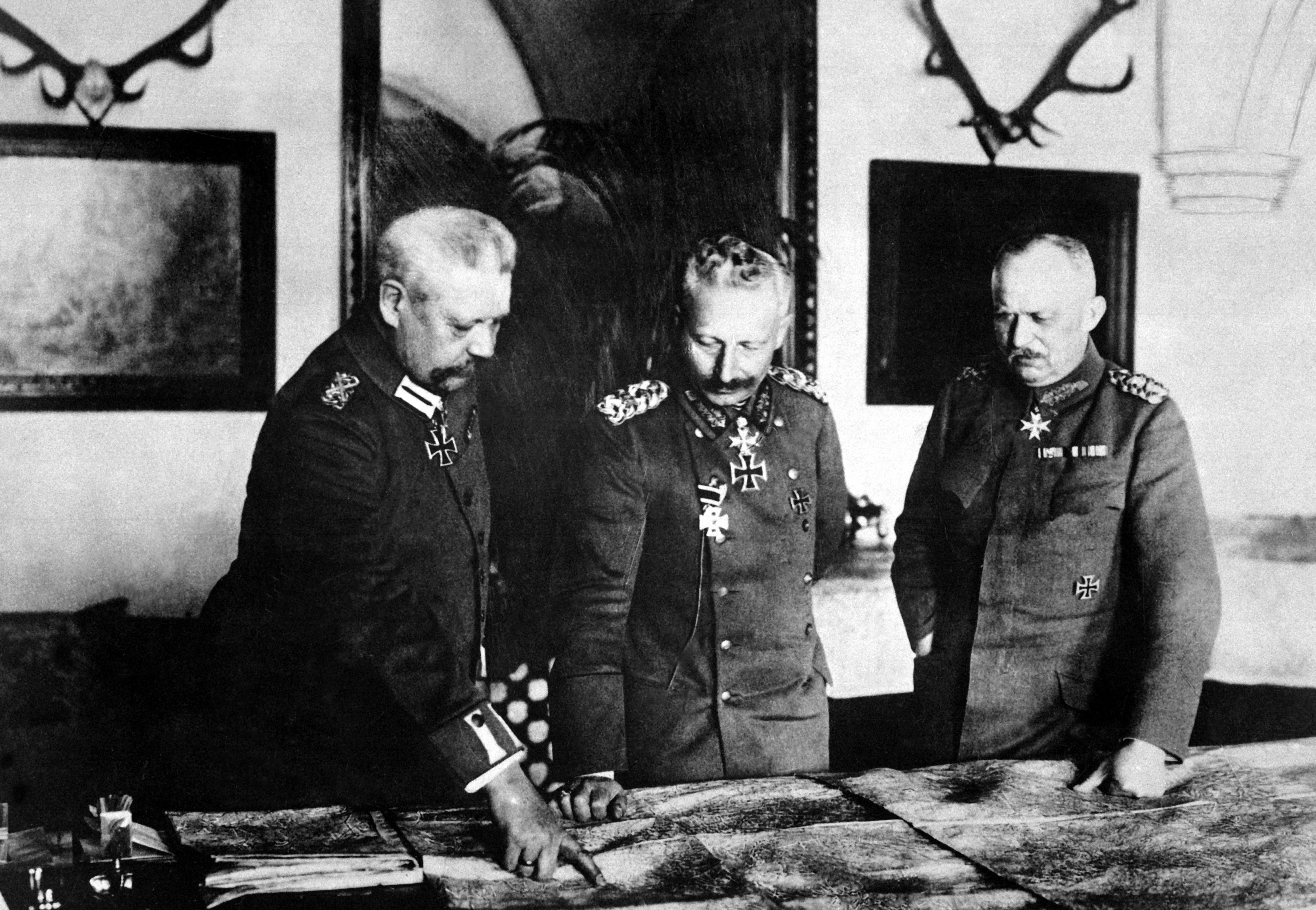
Hindenburg (izq), Guillermo II (centro) y Ludendorff (der) estudiando posiciones en un mapa militar

El papel de árbitro en los asuntos de política exterior en tiempos de guerra probó ser una carga demasiado pesada para Guillermo II. El Alto Mando continuó con la estrategia vigente a pesar de que era obvio que el plan Schlieffen había fallado. A medida que la guerra progresaba, su influencia decaía e, inevitablemente, su falta de habilidad en materia militar lo condujo a una progresiva dependencia de sus generales. En 1916, el Imperio se había convertido en una dictadura militar bajo el control de Paul von Hindenburg y Erich Ludendorff. Alejado de la realidad y del proceso político de toma de decisiones, Guillermo II vacilaba entre el derrotismo y los sueños de victoria, dependiendo de la fortuna de «sus» ejércitos. Continuó siendo una figura útil, viajaba por las líneas del frente, repartía medallas y daba alentadores discursos. La inactividad de la flota alemana durante los primeros años de la guerra se debió al deseo del káiser contra el parecer de Von Tirpitz. Guillermo II también fue partidario de la política de inactividad adoptada por la Flota de Alta Mar alemana después de la batalla de Jutlandia en 1916.
No obstante, Guillermo II seguía teniendo la máxima autoridad en materia de designaciones políticas, y solo con su consentimiento se podían hacer cambios importantes en el Alto Mando. Guillermo II estaba a favor de despedir a Helmut von Moltke el Joven en septiembre de 1914 y de reemplazarlo por Erich von Falkenhayn. En 1917, Hindenburg y Ludendorff decidieron que Bethman-Hollweg ya no era aceptable como canciller, y le pidieron al káiser que designara a otra persona. Cuando les preguntó a quién aceptarían, Ludendorff recomendó a Georg Michaelis. Guillermo no lo conocía, pero aceptó la propuesta.
Cuando escuchó en julio de 1917 que su primo Jorge V había cambiado el nombre de la casa real británica de Sajonia-Coburgo y Gotha a Windsor, debido al sentimiento germanófobo en el Reino Unido, Guillermo indicó que había planeado ver la obra de Shakespeare Las alegres comadres de Sajonia-Coburgo y Gotha.
A mediados de 1918, se puso de manifiesto la imposibilidad de que Alemania ganase la guerra; un Consejo de la Corona, bajo la presidencia de Guillermo II, decidió iniciar las conversaciones de paz, pero se perdió mucho tiempo en tomar esta decisión. El apoyo hacia el káiser se colapsó por completó en octubre-noviembre de 1918 en el ejército, en el gobierno civil, y en la opinión pública alemana. En gran medida se debe a su sentido de sufrimiento que Guillermo II haya tratado de tomar un papel predominante en la crisis de 1918. Se dio cuenta de la necesidad de un armisticio y no consideraba que Alemania debiera desangrarse por una causa perdida. Dada su escasa popularidad, el presidente Woodrow Wilson dejó claro que el káiser no podía tomar parte en las negociaciones de paz. Ese año, Guillermo también enfermó debido a la epidemia de gripe de 1918, aunque sobrevivió.

### Abdicación y huida
Guillermo II se encontraba en el cuartel general del Ejército Imperial en Spa, Bélgica, a finales de 1918. El motín de Wilhelmshaven, surgido en la Marina Imperial lo conmocionó profundamente y después del estallido de la Revolución de Noviembre no podía decidirse si abdicar o no. Hasta ese momento, confiaba que incluso si era obligado a abandonar el trono alemán, aún tendría el control sobre el reino de Prusia, manteniendo su título. La irrealidad de esto se reveló cuando, con el fin de preservar alguna forma de gobierno en tiempos de anarquía, el canciller, el príncipe Max von Baden, anunció el 9 de noviembre de 1918 la abdicación de Guillermo II como emperador de Alemania y como rey de Prusia. De hecho, el mismo von Baden fue obligado a renunciar más tarde ese mismo día, cuando quedó claro que solo Friedrich Ebert, líder del SPD, podría ejercer un control efectivo.
Guillermo II aceptó la abdicación solo después de que Ludendorff fuera reemplazado por el general Wilhelm Groener. Este último le informó que el ejército se retiraría bajo las órdenes de Hindenburg, pero que no lucharía para ayudar a Guillermo II a recuperar el trono. La monarquía había perdido a su último y más fuerte apoyo, y finalmente el mismo Hindenburg (que estaba a favor de la monarquía) fue obligado, con cierta vergüenza, a aconsejar al emperador que presentara su abdicación.
Al día siguiente, el exemperador Guillermo II cruzó la frontera alemana en tren camino a su exilio en los Países Bajos, que se había mantenido neutral durante la guerra. Tras la firma del Tratado de Versalles en 1919, el artículo 227 del mismo estipulaba la persecución legal contra Guillermo II «por haber cometido una ofensa suprema en contra de la moralidad internacional y la santidad de los tratados», pero la reina Guillermina rehusó extraditarlo, a pesar de las apelaciones por parte de los Aliados. El emperador se asentó en Amerongen y luego en la municipalidad de Doorn, donde adquirió un pequeño castillo que fue su hogar por el resto de su vida.

## Vida en el exilio

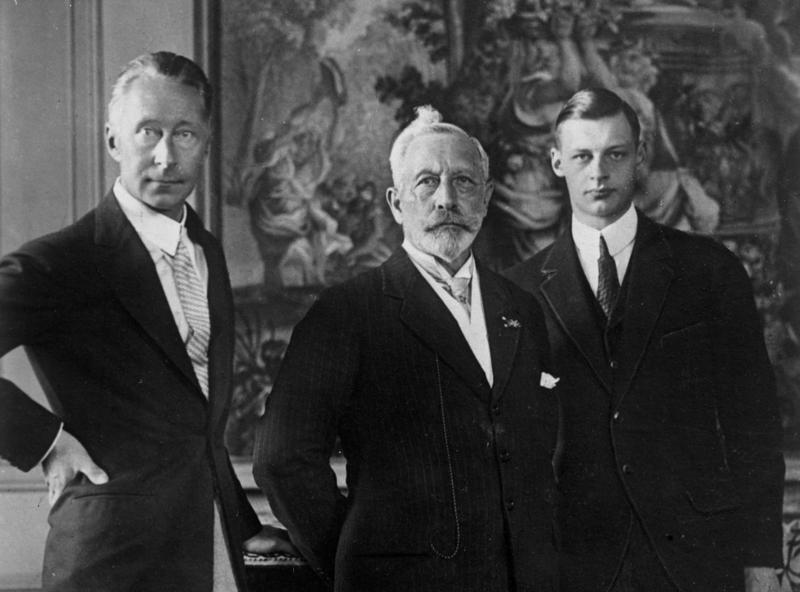
Guillermo II con su hijo Federico Guillermo y su nieto mayor en 1927

En 1922, Guillermo II publicó el primer volumen de sus memorias, un pequeño volumen que, sin embargo, reveló la extraordinaria memoria de Guillermo II. En ellas afirmaba que él no era el culpable de haber desatado la Gran Guerra y defendía su conducta a lo largo de su reinado, especialmente en materias de política exterior. Durante los veinte años restantes de su vida, el envejecido emperador regularmente entretenía a sus huéspedes y se mantenía informado de los acontecimientos mundiales. Gran parte de su vida en el exilio la pasó cortando madera (un pasatiempo que descubrió desde que llegó a los Países Bajos). Durante ese tiempo, su actitud hacia el Reino Unido y los británicos finalmente cambió y en este período se volvió en un tibio deseo de emular las costumbres británicas. Se dice que lo primero que Guillermo II pidió, luego de llegar a los Países Bajos, fue «una buena taza de té británico». No siendo capaz de volver a llamar a su barbero de la corte, y en parte debido a su deseo de disfrazar sus características físicas, Guillermo II se dejó crecer una barba completa, permitiendo así que su famoso bigote se inclinara hacia abajo.
A principios de la década de 1930, el ex-emperador aparentemente esperaba que la victoria del partido nazi estimularía el interés en Alemania por el resurgimiento de la monarquía con su nieto fungiendo como nuevo káiser.

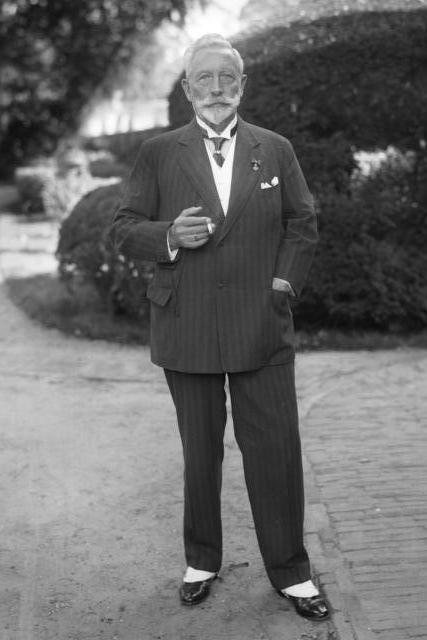
Guillermo II en 1933

Su segunda esposa, Herminia, pidió activamente al gobierno nazi beneficios para su esposo, pero el desprecio de Adolf Hitler por el hombre al que creía responsable de la peor derrota militar de Alemania hasta entonces, junto a sus propios deseos de poder absoluto, impidieron que el Tercer Reich aceptase cualquier idea de restablecimiento de la monarquía. Si bien había oficiales antiguos en la Wehrmacht que no desaprobaban la idea de restablecer una monarquía, gran parte de los jerarcas nazis y de sus propias masas de simpatizantes rechazaba de plano el retorno de los Hohenzollern al poder, por lo que Hitler pronto descartó semejante idea.
A pesar de haber recibido a Hermann Göring en Doorn al menos en una ocasión, Guillermo II desconfiaba de las intenciones de Hitler. Luego de enterarse de los sucesos de la Noche de los Cuchillos Largos, junto con la muerte del excanciller Kurt von Schleicher y su esposa durante aquellas violentas jornadas, se mostró consternado por lo sucedido e incluso llegó a escribir que "Por primera vez, se sentía avergonzado de ser alemán".  Conforme fue pasando el tiempo, sus opiniones acerca de Hitler y el nacionalsocialismo cambiaron a una decepción total. Se sabe que llegó a escribir:

"Este hombre, por sí solo, sin familia, sin hijos, sin Dios... está construyendo legiones, pero no una nación. Una nación es creada por familias, por una religión, tradiciones: está hecha de los corazones de las madres, la sabiduría de los padres, la alegría y energía de los niños... Por algunos meses me sentí inclinado a creer en el Nacional Socialismo. Creí que era un mal necesario. Y me sentí satisfecho de ver que, por un tiempo, se habían asociado a él los más sabios y eminentes alemanes. Pero a estos, uno a uno, los ha ido alejando o incluso eliminando... ¡Ya no tiene más que a un montón de matones con camisas! Este hombre pudo haberle traído victorias a nuestro pueblo año tras año, pero sin llevarles ni gloria ni peligro. Pero para nuestra Alemania, que era una nación de poetas y músicos, de artistas y soldados, la ha vuelto una nación de histéricos y ermitaños, rodeados por una muchedumbre y dirigida por un montón de mentirosos y fanáticos." ― Guillermo comentando sobre Hitler. Diciembre de 1938.

Tras la victoria alemana sobre Polonia en septiembre de 1939, por medio de un secretario, escribió a Hitler asegurando el «apoyo leal» de la Casa de Hohenzollern, destacando que nueve príncipes de Prusia (un hijo y ocho nietos) se encontraban combatiendo en el frente como oficiales de la Wehrmacht. Guillermo había también expresado su enorme admiración del éxito arrollador de las fuerzas alemanas que Hitler había logrado en los primeros meses de la Segunda Guerra Mundial, e incluso envió al Führer un telegrama de felicitación después de la conquista de los Países Bajos en mayo de 1940 que decía: «Mi Führer, le felicito y espero que bajo su maravilloso liderazgo la Monarquía Alemana sea restaurada por completo». Según testigos, Hitler se mostró irritado por aquella misiva y le dijo a uno de sus asistentes «¡Pero que idiota!». Un mes después, tras la caída de París a manos de las fuerzas alemanas, Guillermo envió otro telegrama al dictador expresando: «Felicitaciones, consiguió la victoria usando mis tropas». En una carta a su hija, la duquesa de Brunswick, escribiría con júbilo: «La perniciosa Entente Cordiale del tío Eduardo VII finalmente fue derrotada». No obstante, tras la invasión alemana de los Países Bajos, el anciano Guillermo II se retiró completamente de la vida pública. Luego de la noticia, Winston Churchill le ofreció al antiguo monarca el asilo político en Reino Unido, pero Guillermo rechazó la oferta, decidido a morir en su residencia holandesa de Huis Doorn. No obstante la ocupación alemana en suelo neerlandés, los líderes nazis tampoco realizaron entonces ningún acercamiento oficial al antiguo káiser.
Guillermo II murió inesperadamente de una embolia pulmonar en Doorn (Países Bajos) el 4 de junio de 1941, a la edad de 82 años (unas pocas semanas antes del inicio de la Operación Barbarroja) con soldados alemanes custodiando las puertas de su residencia al enterarse del fallecimiento del exemperador. Según reportes, Hitler se mostró furioso al saber que el antiguo monarca tuvo una guardia de honor conformada por tropas alemanas y casi despidió al general que autorizó dicha orden. A pesar de la pobre opinión que tenía del antiguo káiser, Hitler esperaba que su cuerpo fuera llevado de vuelta a Berlín para recibir un funeral de Estado dado que Guillermo fue, durante la Primera Guerra, un símbolo de Alemania y los alemanes. Esperaba que dicho funeral probara a su país que el Tercer Reich era el sucesor directo del antiguo Imperio Alemán. No obstante, se respetaron los deseos de Guillermo de que sus restos nunca fueran devueltos a Alemania hasta que se restaurase la monarquía, y las autoridades nazis de ocupación permitieron que se realizara un pequeño funeral de tipo estrictamente militar, con unos cuantos asistentes, en tanto dicho acontecimiento no implicase que el Tercer Reich apoyaba la monarquía. Aun así no se respetó la petición de Guillermo de que la esvástica y otros símbolos nazis no se desplegaran en sus funerales. Guillermo II fue sepultado en la capilla de la propiedad, hasta ser depositado en un mausoleo que él mismo diseñó en la finca de Huis Doorn, el 4 de junio de 1942, exactamente un año después de su muerte, y que desde entonces se ha convertido en un lugar de peregrinaje de los monárquicos alemanes.

## Guillermo II y el antisemitismo

### Antes de la guerra
El emperador Guillermo II, como parte de la sociedad europea de la época, presentaba notables prejuicios antisemitas, si bien su antisemitismo es motivo de debate entre historiadores. Lamar Cecil destacó que hay constancia del antisemitismo del joven emperador ya desde el año 1888. Mientras que Isabel V. Hull afirmó que, en 1901, a través de sus amigos del Círculo de Liebengerg, el emperador conoció a Houston Stewart Chamberlain, pensador británico pangermanista y precursor de la doctrina nazi. El monarca quedó fascinado por las ideas sobre la «raza germánica» y el darwinismo social de Chamberlain, y la influencia de su séquito contribuyó a reforzar los aspectos más cerrados y conservadores de la ecléctica cosmogonía de Guillermo II. Por su parte, para John Röhl, Guillermo II fue un «precursor de Adolf Hitler». Recientemente, no obstante, estas ideas han sido cuestionadas por Christopher Clark.
Clark señala, en primer lugar, que el emperador trabó amistad con importantes miembros de la élite judía del país, eran los llamados Kaiserjuden (judíos del Emperador). Destacaron el armador Albert Ballin, el emprendedor James Simon, el fabricante Walther Rathenau, y los banqueros Ernst von Mendelssohn-Bartholdy y Max Warburg, personajes a los que admiraba porque eran hombres hechos a sí mismos. Con frecuencia, los ministros se quejaban de lo inaccesible que era el emperador, pero éste siempre encontraba tiempo para largas reuniones con Rathenau. Asimismo, mientras que sus dos antecesores solo ennoblecieron a dos judíos entre 1871 y 1888, Guillermo II ennobleció a siete durante su reinado. Dichas amistades judías no pasaron desapercibidas entre los sectores más nacionalistas y antisemitas, Heinrich Class, en un panfleto de 1912, criticó que «el emperador es un patrocinador de judíos incluso peor que su tío Eduardo [VII], acerca a su órbita emprendedores judíos nuevo ricos, banqueros y mercaderes, e incluso les pide consejo». Sin embargo, para el emperador, todos ellos «no eran judíos de verdad», pues identificaba a los judíos solo con aquellos que eran críticos con él.
El antisemitismo de Guillermo II sería esencialmente reactivo y se disparaba cuando se sentía atacado, especialmente por la prensa. Ejemplo de ello fueron la crisis del Daily Telegraph en 1908 y el escándalo Harden-Eulenburg de 1907, cuando la ira del emperador de centró en el periodista judío Maximilian Harden, que había acusado a varios miembros del séquito de Guillermo II de homosexuales.

### Después de la guerra
El antisemitismo de Guillermo II se agudizó tras su abdicación y la derrota alemana en la Primera Guerra Mundial. No se trataba de un fenómeno aislado, el antisemitismo racial creció exponencialmente entre los sectores conservadores alemanes durante los años finales de la guerra y al inicio de la República de Weimar, especialmente intensificado por la percepción que los judíos habían tenido un papel preponderante en la Revolución de 1918. El 2 de diciembre de 1919, en una carta dirigida al mariscal de campo August von Mackensen, Guillermo responsabilizaba de su reciente abdicación a la «tribu de Judá» y aseveraba: «¡Que ningún alemán olvide esto, ni descanse hasta que estos parásitos hayan sido destruidos y exterminados de suelo alemán!». En otra carta al periodista americano Poultney Bigelow señalaba que los judíos constituían una «molestia de la cual la humanidad debe librarse de una u otra manera. ¡Creo que el mejor modo para ello sería el gas!».
Estas declaraciones, no obstante, respondían más a la habitual incontinencia verbal y verborrea del monarca, que a la expresión de un deseo programático o ideológico. Después de la guerra, Guillermo II, encerrado en Doorn con las consecuencias de sus fracasos e incapaz de hacer autocrítica, se había lanzado a buscar al culpable de sus infortunios que, en su opinión, acabó siendo prácticamente cualquiera: la «tribu de Judá», los «yankees», la «Pérfida Albión», los franceses, los masones (excepto las logias prusianas), los bolcheviques, los junkers, los socialdemócratas, Luddendorff, el movimiento völkisch, etc.
En parte debido a esta multiplicidad de «culpables», Guillermo II nunca apoyó ni política, ni materialmente a los diversos partidos y grupos antisemitas que operaron en la república de Weimar. No tenía intención de traducir sus desagradables palabras en actos. Además, en noviembre de 1938, después de que las noticias de la Noche de los cristales rotos llegaran a Doorn, Guillermo II declaró ante su séquito que «Por primera vez me avergüenzo de ser alemán» y que «todos los alemanes decentes» debían hablar en contra de la persecución nazi.

## Guillermo II y el nacionalsocialismo
El exkáiser Guillermo inicialmente vio en los nazis una oportunidad para restaurar la monarquía en Alemania, teniendo un par de reuniones con Hermann Göring en la que los nazis le dijeron que en un futuro se le permitiría regresar a Alemania. No obstante, aquello era por motivos utilitaristas y en beneficio propio, para hacer propaganda del Tercer Reich como si fuera legítimo heredero de la tradición prusiana. Guillermo pronto se dio cuenta de que los nazis no tenían interés en restaurarle en el trono, algo que se evidenció con la prohibición de organizaciones monárquicas, creyendo que los nazis habían declarado «la guerra a la casa de los Hohenzollern». A su vez, el exemperador rechazaba las posturas ideológicas del nazismo, que consideraba muy izquierdistas, sin mostrarse sorprendido por los logros del Partido Nacionalsocialista, e incluso distanciándose de su hijo el príncipe Augusto Guillermo (simpatizante convencido del movimiento). Además de él, tampoco había simpatías hacia el nazismo por parte de tres de sus hijos, el mayor general príncipe Oskar, el príncipe Adalbert y el príncipe Eitel-Friedrich. Otros como el príncipe heredero, Luis Fernando de Prusia, aun mantenían sus simpatías iniciales. En una entrevista para la revista Ken, en 1938, emitió las siguientes opiniones:

"Hay un hombre solo, sin familia, sin hijos, sin Dios. ¿Por qué debería ser humano? Oh, sin duda es sincero: pero esta sinceridad tan excesiva lo mantiene alejado del contacto con los hombres y las realidades. Él construye legiones, pero no construye una Nación. Una Nación es creada por familias, una religión, una tradición: está formada por los corazones de las madres, la sabiduría de los padres, la alegría y la exuberancia de los niños. 
Allí hay un Estado que se traga todo, despreciando las dignidades humanas y la antigua estructura de nuestra raza [la monarquía], el Estado se pone en lugar de todo lo demás. Y el hombre que, solo, incorpora en sí mismo todo este Estado, no tiene un Dios al cual honrar, ni una dinastía que conservar, ni un pasado a consultar. 
Durante unos meses me sentí inclinado a creer en el Nacional Socialismo. Pensé en ello como una fiebre necesaria. Y me complació ver que hubo asociado a él, por un tiempo, algunos de los alemanes más sabios y sobresalientes. Pero estos, uno por uno, han sido desechados, incluso asesinados; Papen, Schleicher, Neurath e incluso Blomberg. No han dejado más que un grupo de gángsters con camisa.
Este hombre [Hitler] podrá traer victorias a nuestro pueblo cada año, pero eso no nos traerá gloria. Pero de nuestra Alemania, que era una nación de poetas, músicos, artistas y soldados, ha hecho una nación de histéricos y ermitaños, envueltos en una mafia y dirigidos por mil mentirosos o fanáticos".
Guillermo II, 1938

Para Hitler, la figura del káiser era detestable, ya que consideraba imperdonable la rendición del Imperio Alemán en la Primera Guerra Mundial, viendo a la monarquía y la nobleza como traidora de la nación alemana por haberla entregado a los socialdemócratas, tachándoles de «cobardes» indignos del poder. Por otro lado, también sentía un desprecio total a toda institución reaccionaria que tuviera nexos con el Antiguo Régimen, en tanto que percibía a su movimiento nacionalsocialista como revolucionario e incompatible con la existencia de la aristocracia, pues «el Imperio Alemán es una república cuyo poder emana del pueblo». Además, Hitler menospreció los gestos caballerosos de Guillermo de felicitarle por las victorias iniciales de la Wehrmacht (sin saber el exkáiser de los crímenes de guerra, solo alegrándose de la revancha contra los franceses y la restauración del honor alemán), considerando que Guillermo no era más que un «fantoche sin carácter».
Su desprecio se hizo notar cuando, tras morir su nieto y segundo en la línea de sucesión, Guillermo de Prusia, ordenó enviar a un emisario de menor categoría, el general Alfred Streccius, para comunicar el hecho al exemperador, en vez de al general barón Alexander von Falkenhausen, comandante militar de Holanda, a quien le prohibió darle las malas noticias.
Guillermo II, previendo el uso político que el nazismo haría de su muerte, manifestó en su testamento que ninguna esvástica ni bandera nazi se viera en su funeral. Por su parte, el líder nazi ordenaría minimizar al máximo las noticias sobre el funeral, desalentando a que militares uniformados participaran en el entierro.

## Personalidad
Guillermo II tenía una personalidad compleja, brutal para algunos, manipulador excesivo para otros, en suma una personalidad que algunos historiadores han tildado de megalómana extrema, poco tolerante y avasallante. No por ello menos inteligente y vivaz, y se ha afirmado que con el tiempo y la experiencia adquirió astucia política y militar.

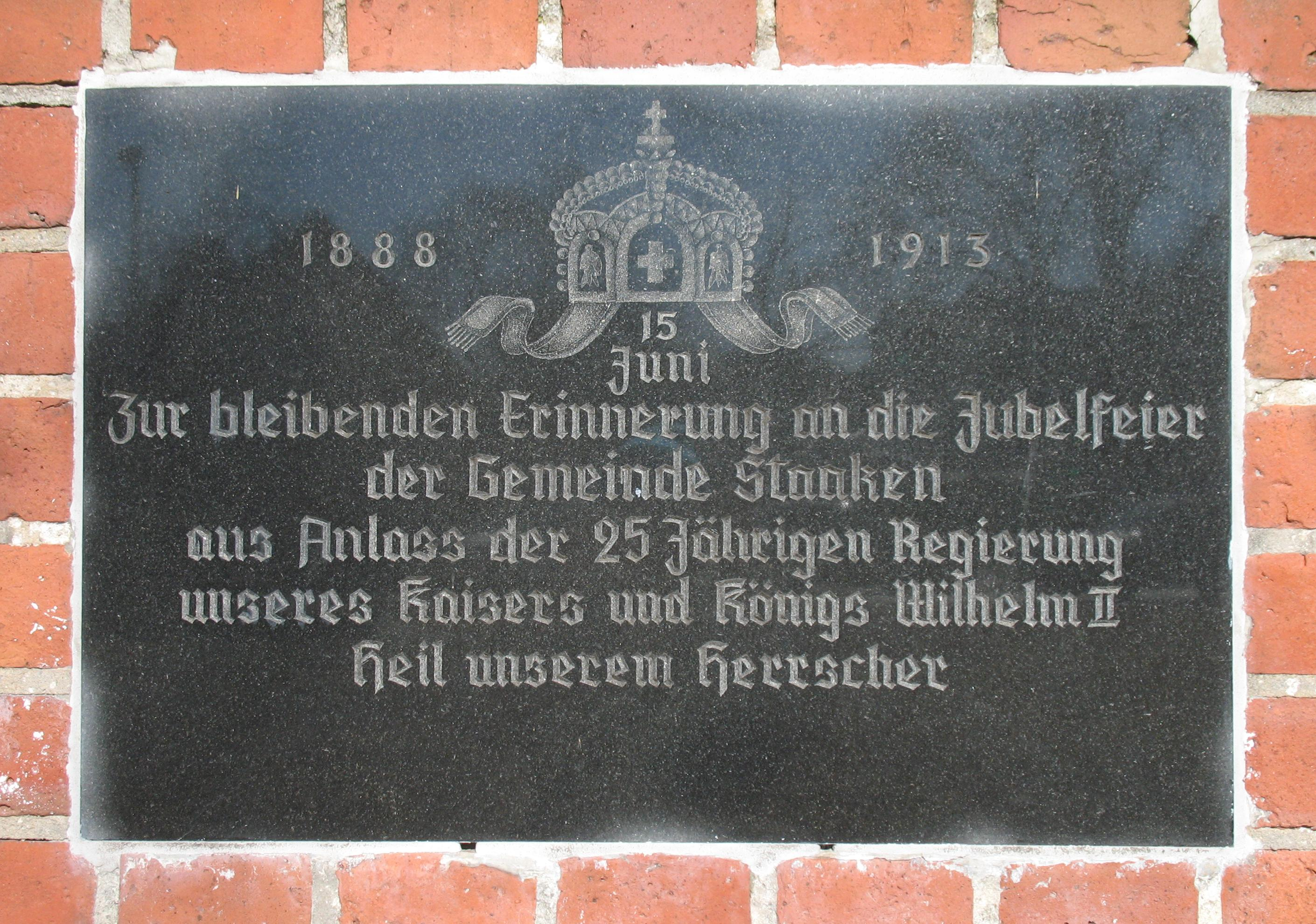
Memorial en honor de Guillermo II en Berlín

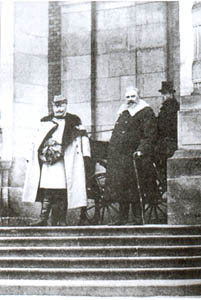
Guillermo II con Guido Henckel von Donnersmarck, en su castillo de Neudeck, Silesia (actualmente Świerklaniec, en Polonia).

Tal enfoque ciertamente estropeó la política alemana bajo su liderazgo, ejemplificándose principalmente en acontecimientos como el despido del cauteloso canciller Otto von Bismarck. El káiser tuvo una relación difícil con su madre, quien era fría y estricta con él, y se sentía en cierta manera culpable por la deformidad del brazo izquierdo de su hijo, tratando en muchas ocasiones de corregirla a través de un riguroso régimen de ejercicio y dolorosos sistemas médicos. En 1908 sufrió problemas mentales y, en adelante, su posición tuvo menor peso en la toma de decisiones en Berlín.
Resulta interesante que, dados sus orígenes ingleses, Victoria tratase de inculcar en su hijo un sentido de supremacía británica en muchos aspectos. Insistía en llamar a sus hijos por sus nombres en inglés: a Guillermo (Wilhelm) lo llamaba «William» y a su segundo hijo Enrique (Heinrich) le llamaba «Henry». Ciertamente, el futuro káiser sentía un profundo respeto por el Reino Unido, por su abuela, la reina Victoria y por el pueblo británico. Esto se dio desde las etapas más tempranas de su desarrollo.
Guillermo II fue educado en Kassel en el instituto de enseñanza Friedrichsgymnasium y en la Universidad de Bonn. Poseía una mente muy ágil, que era frecuentemente subyugada por su temperamento cascarrabias. Tenía cierto interés por la ciencia y la tecnología del período, pero gustaba de hacer notar a la gente que él era un hombre de mundo, perteneciente a un orden distinto de la raza humana, designada a la monarquía. Guillermo II fue acusado de megalomanía, en 1894, por el pacifista alemán Ludwig Quidde.
Como vástago de la casa real de Hohenzollern, Guillermo II estuvo expuesto, desde una edad temprana, a la sociedad militar de la aristocracia prusiana. Esto fue un elemento importante en su vida y en su madurez era raro verlo sin el uniforme militar. Esta cultura militar del período tuvo un gran papel al forjar el carácter político de Guillermo II, así como en sus relaciones personales.
La relación de Guillermo II con los demás miembros de su familia era tan interesante como la que tenía con su madre. Veía a su padre con un profundo amor y respeto. La posición de su padre como héroe de las guerras de unificación fue responsable de la actitud del joven Guillermo, ya que en las circunstancias en las que fue criado, el contacto emocional cercano entre padre e hijo no era muy alentado. Más tarde, cuando estuvo en contacto con los opositores políticos de su padre, Guillermo II adoptó sentimientos ambivalentes hacia su padre, dada la notable influencia de su madre sobre una figura que debió haber sido de independencia masculina y de fuerza.
Guillermo II también idolatraba a su abuelo paterno, Guillermo I de Alemania, y posteriormente intentó implementar una cultura del primer emperador alemán como «Guillermo el Grande». Guillermo I murió en Berlín el 9 de marzo de 1888, y el padre del príncipe Guillermo fue proclamado emperador como Federico III de Alemania. Federico murió de cáncer de garganta, y el 15 de junio de ese mismo año, su hijo de 29 años lo sucedió como emperador de Alemania y rey de Prusia.

## Familia

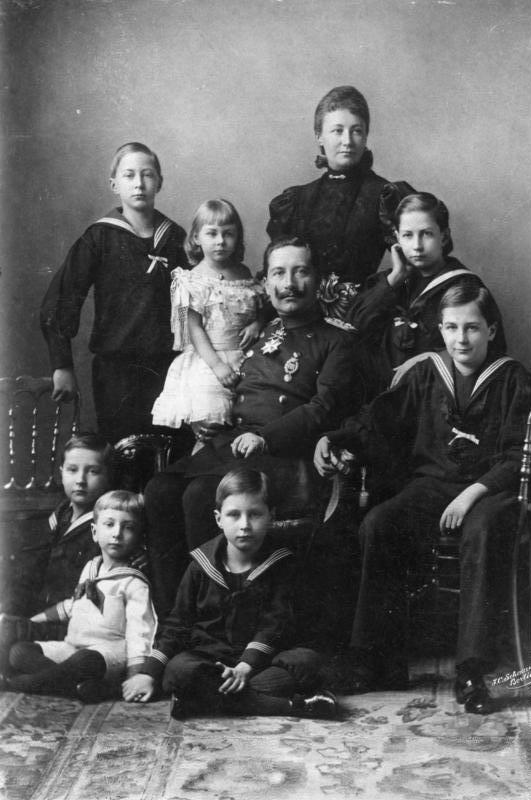
Guillermo II con su primera esposa Augusta Victoria y sus hijos, 1896.

El 27 de febrero de 1881, Guillermo II, entonces Príncipe de Prusia, se casó en Berlín con la princesa Augusta Victoria de Holstein-Sonderburg-Augustenburg (1858-1921), con la que tuvo seis hijos y una hija: 
- Guillermo (1882-1951), príncipe heredero. Se casó con la duquesa Cecilia de Mecklemburgo-Schwerin y tuvo descendencia.
- Eitel Federico (1883-1942). Se casó con la duquesa Sofía Carlota de Oldemburgo, pero no tuvo descendencia.
- Adalberto (1884-1948). Se casó con la princesa Adelaida de Sajonia-Meiningen y tuvo descendencia.
- Augusto Guillermo (1887-1949). Se casó con la princesa Alejandra Victoria de Schleswig-Holstein-Sonderburg-Glücksburg y tuvo descendencia.
- Óscar (1888-1958). Se casó con la condesa Ina María de Bassewitz-Levetzow y tuvo descendencia.
- Joaquín (1890-1920). Se casó con la princesa María Augusta de Anhalt y tuvo descendencia.
- Victoria Luisa (1892-1980). Se casó con el príncipe Ernesto Augusto de Hannover, duque de Brunswick y tuvo descendencia.

Después de la muerte de Augusta Victoria, Guillermo II contrajo matrimonio con la princesa Herminia de Reuss-Greiz en Huis Doorn el 9 de noviembre de 1922. No tuvo descendencia de su segundo matrimonio, el cual fue tranquilo. Durante su exilio en Doorn, Guillermo ordenaba a los empleados de la casa en que llamasen a Herminia «emperatriz», algo que solo fue de manera titular, ya que oficialmente solo era princesa de Prusia.

## Títulos, honores y nombramientos

### Títulos y tratamientos
| ● 27 de enero de 1859-9 de marzo de 1888:      | Su alteza real el príncipe Guillermo de Prusia                                            |
| ● 9 de marzo de 1888-15 de junio de 1888:      | Su alteza imperial y real el príncipe heredero alemán, príncipe heredero de Prusia        |
| ● 15 de junio de 1888-18 de noviembre de 1918: | Su majestad imperial y real / Su majestad (1) el emperador (káiser) alemán, rey de Prusia |
| ● 18 de noviembre de 1918-9 de junio de 1941:  | Su majestad imperial y real / Su majestad (1) Guillermo II                                |

1. Al ser emperador alemán y rey de Prusia, el tratamiento hereditario fue el título combinado; si bien tanto en el tratamiento protocolario como en notas y comunicados oficiales solo se hacía uso del tratamiento Majestad, y es el único contemplado actualmente en el idioma alemán para la persona histórica del emperador. Ya desde tiempos de Guillermo I, el uso del tratamiento combinado no fue del agrado del emperador, al ser identificadas las siglas k.u.k. con el tratamiento del emperador y rey austrohúngaro. Los emperadores alemanes consideraron a Prusia parte integral (de hecho la parte principal) del Imperio alemán, a diferencia de la monarquía dual austrohúngara (aunque en español se denomina Imperio austrohúngaro, el nombre en alemán solo asigna a la parte austríaca la designación de Imperio, siendo la parte húngara un reino bajo el mismo monarca). El título combinado alemán fue de hecho un arrebato de Federico I de Baden en e momento de la coronación, que fue adoptado a fines protocolarios por la corte de Guillermo I.

### Títulos completos
Aparte de emperador y rey, también tenía los siguientes títulos:
- Margrave de Brandeburgo.
- Vizconde de Núremberg.
- Conde de Hohenzollern, primer duque de Silesia y Conde de Glatz.
- Gran Duque del Bajo Rin y Posen.
- Duque de Sajonia, Westfalia y Pomerania, Luneburgo, Holstein, Schleswig, de Magdeburgo, Bremen, Geldern, Cleves, Julich y Berg.
- Duque de Wenden y Kashubians.
- Duque en Crossen del Oder, Lauenburgo y Mecklenburgo.
- Landgrave de Hesse y Turingia.
- Margrave de la Alta y Niederlausitz.
- príncipe de Orange.
- príncipe de Rügen, Frisia Oriental, Paderborn y Pyrmont, de Halberstadt, Münster, Minden, Osnabrück, Hildesheim, de Verden, Kammin, Fulda, Nassau y Moers.
- Conde de Henneberg.
- Conde de Mark y Ravensberg, de Hohnstein, Tecklenburg y Lingen, de Mansfeld, Sigmaringen y Veringen.
- Señor de Fráncfort.

## Honores
Honores alemanes
- Prusia:
  - Caballero del Águila Negra, 27 de enero de 1869; con Collar, 1877[37]
  - Gran Cruz del Águila Roja, 27 de enero de 1869
  - Caballero de la Corona Prusiana, 1.ª Clase, 27 de enero de 1869[37]
  - Cruz de Gran Comandante de la Orden de Hohenzollern, 27 de enero de 1869[37]
  - Fundador de la Cruz al Mérito para Damas, 25 de abril de 1892[38]
  - Fundador de la Orden de Guillermo, 18 de enero de 1896[39]
  - Fundador de la Medalla de la Cruz Roja, 1 de octubre de 1898
  - Fundador de la Cruz de Jerusalén, 31 de octubre de 1898[40]
  - Fundador de la Orden al Mérito de la Corona Prusiana, 18 de enero 1901[39]
  - Cruz de Hierro, 1.ª Clase, 1914; Gran Cruz, 11 de diciembre de 1916[41]
  - Pour le Mérite (militar), 16 de febrero de 1915; con Hojas de Roble, 12 de mayo de 1915[41]
- Hohenzollern: Cruz de Honor de la Principesca Orden de Hohenzollern, 1.ª Clase
- Anhalt:
  - Gran Cruz de Alberto el Oso, 1884[42]
  - Cruz de Federico, 1914
- Gran Ducado de Baden:
  - Caballero de la Orden de la Fidelidad, 1877[43]
  - Caballero de la Orden de Bertoldo I, 28 de julio de 1877
  - Gran Cruz de la Orden al Mérito Militar de Carlos Federico1 de noviembre de 1914
- Reino de Baviera:
  - Caballero de San Huberto, 1881[44]
  - Gran Cruz de la Orden Militar de Max Joseph, 1 de noviembre de 1914
- Ducado de Brunswick:
  - Gran Cruz de Enrique el León, 1881[45]
  - Cruz al Mérito en la Guerra, 1914
- Ducados Ernestinos:
  - Gran Cruz de la Orden de la Casa Ernestina de Sajonia, 1877[46]
  - Cruz por Mérito en la Guerra (Meiningen), 15 de octubre de 1917
- Ciudades Libres Hanseáticas: Cruces Hanseáticas, 15 de octubre de 1917
- Gran Ducado de Hesse:[47]
  - Gran Cruz de la Orden de Luis, 2 de abril de 1872
  - Caballero del León Dorado, con Collar, 19 de abril de 1894
- Lippe: Cruz al Servicio de Guerra, 1.ª Clase, 15 de octubre de 1917
- Mecklemburgo:
  - Gran Cruz de la Corona Wéndica, con Corona en Mineral
  - Cruz al Mérito Militar, 1.ª Clase (Schwerin), 15 de octubre de 1917
- Gran Ducado de Oldemburgo:
  - Gran Cruz de la Orden de Pedro Federico Luis, con Corona Dorada y Collar, 18 de febrero de 1878[48]
  - Cruz de Federico Augusto, 15 de octubre de 1917
- Sajonia-Weimar-Eisenach: Gran Cruz del Halcón Blanco, 1877[49]
- Reino de Sajonia:
  - Caballero de la Corona de Ruda, 28 de julio 1877
  - Gran Cruz de la Orden Militar de San Enrique, 22 de octubre de 1914
- Schaumburg-Lippe: Cruz al Servicio, 1914
- Reino de Wurtemberg:
  - Gran Cruz de la Corona de Wurtemberg, 1877[50]
  - Gran Cruz de la Orden al Mérito Militar, 11 de noviembre de 1914

Honores extranjeros
- Imperio austrohúngaro:[51]
  - Gran Cruz de San Esteban, 1872
  - Gran Cruz de la Orden Militar de María Teresa, 1914
- Bélgica: Gran Cordón de la Orden de Leopoldo (militar), 9 de octubre de 1884
- Imperio del Brasil: Gran Cruz de la Cruz del Sur, 28 de julio de 1877
- Principado de Bulgaria:
  - Gran Cruz de San Alejandro, 28 de julio de 1877
  - Caballero de los Santos Cirilo y Metodio, con Collar, 1912
  - Gran Cruz de la Orden al Mérito Militar, 18 de enero de 1916
  - Orden de la Valentía, 1.ª Clase, 11 de octubre de 1917[52]
- Dinamarca:[53]
  - Caballero del Elefante, 28 de noviembre de 1879
  - Cruz de Honor de la Orden de Dannebrog, 18 de febrero de 1906
- Finlandia: Gran Cruz de la Cruz de la Libertad, con Espadas y Diamantes, 30 de junio de 1918[54]
- Grecia: Gran Cruz del Redentor
- Reino de Hawái: Gran Cruz de la Orden de Kamehameha I, 1881[55]
- Reino de Italia:
  - Caballero de la Anunciación, 24 de septiembre de 1873[56]
  - Gran Cruz de los Santos Mauricio y Lázaro
  - Gran Cruz de la Orden Militar de Saboya, 8 de septiembre de 1889
  -  Familia Toscana Gran Ducal: Gran Cruz de San José, 9 de octubre de 1884
- Orden de Malta: Bailiazgo Gran Cruz de Honor y Devoción
- Imperio del Japón: Gran Cordón de la Orden del Crisantemo, 24 de septiembre de 1886; conn Collar, 10 de diciembre de 1894[57]
- Imperio coreano: Collar de la Orden del Gobernante Dorado, 9 de octubre de 1900
- Principado de Montenegro: Gran Cruz de la Orden del Príncipe Danilo I, 28 de julio de 1877
- Países Bajos:
  - Gran Cruz del León Neerlandés, 28 de julio de 1877
  - Gran Cruz de la Orden Militar de Guillermo, 8 de septiembres de  1889[58]
  - Gran Cruz de la Orden de la Casa de Orange, 4 de mayo de 1905
- Noruega:
  - Gran Cruz de San Olaf, con Collar, 1 de agosto de 1888[59]
  - Caballero del León Noruego, 27 de enero de 1904[60]
- Imperio otomano:
  - Hanedan-i-Ali-Osman, 30 de noviembre de 1898
  - Orden de Osmanieh, 1.ª Clase en Diamantes
  - Orden de Distinción
  - Orden de la Gloria en Diamantes, 15 de octubre de 1917
  - Medalla al Servicio de Guerra, 15 de octubre de 1917
- Reino de Portugal:
  - Gran Cruz de la Torre y la Espada, 9 de octubre de 1884; con Collar, 1888
  - Gran Cruz de la Banda de las Dos Órdenes
- Imperio ruso:
  - Caballero de San Andrés, 1872
  - Caballero de San Alejandro Nevski, 1872
  - Caballero del Águila Blanca, 1872
  - Caballero de Santa Ana, 1.ª Clase, 1872
  - Caballero de San Estanislao, 1.ª Clase, 1872
- Reino de Rumania:
  - Gran Cruz de la Estrella de Rumania, 28 de julio de 1877
  - Gran Cruz de la Corona de Rumania, 28 de julio de 1877
  - Collar de la Orden de Carol I, 1906[61]
- San Marino: Gran Cruz de San Marino, 9 de octubre de 1884
- Principado de Serbia:
  - Gran Cruz de la Cruz de Takovo, 28 de julio de 1877
  - Gran Cruz del Águila Blanca
- Siam:
  - Gran Cruz de la Corona de Siam, 28 de julio de 1877
  - Caballero de la Orden de la Casa Real de Chakri, 15 de julio de 1891
- España: Caballero del Toisón de Oro, 8 de noviembre de 1875[62]
- Suecia:
  - Caballero de los Serafines, 25 de abril de 1878; con Collar, 1 de noviembre de 1888[63]
  - Gran Cruz de Comandante de la Orden de Vasa, con Collar, 30 de julio de 1909[64]
- Reino Unido:
  - Caballero de la Jarretera, 27 de enero de 1877[65] (expulsado en 1915)
  - Caballero de Justicia de San Juan, 1888 (expulsado en 1915)
  - Gran Cruz Honorario de la Real Orden Victoriana, 21 de noviembre de 1899[66] (expulsado en 1915)
  - Real Cadena Victoriana, 9 de noviembre de 1902[67] (expulsado en 1915)
- Venezuela: Collar de la Orden del Libertador, 4 de mayo de 1905

## Ancestros
| \| \| \| \| \| \| \| \| \| \| \| \| \| \| \| \| \| \| \| \| 16. Federico Guillermo II de Prusia \| \| \| \| \| \| \| \| \| \| \| \| \| \| \| \| \| \| \| \| \| \| \| \| \| \| \| \| \| \| \| \| \| \| \| \| \| \| \| \| \| \| \| \| \| \| \| \| \| \| \| \| \| \| 8. Federico Guillermo III de Prusia \| \| \| \| \| \| \| \| \| \| \| \| \| \| \| \| \| \| \| \| \| \| \| \| \| \| \| \| \| \| \| \| \| \| \| \| \| \| \| \| \| \| \| \| \| \| \| \| \| \| \| \| \| \| 17. Federica Luisa de Hesse-Darmstadt \| \| \| \| \| \| \| \| \| \| \| \| \| \| \| \| \| \| \| \| \| \| \| \| \| \| \| \| \| \| \| \| \| \| \| \| \| \| \| \| \| \| \| \| \| \| \| \| \| \| \| \| \| \| 4. Guillermo I de Alemania \| \| \| \| \| \| \| \| \| \| \| \| \| \| \| \| \| \| \| \| \| \| \| \| \| \| \| \| \| \| \| \| \| \| \| \| \| \| \| \| \| \| \| \| \| \| \| \| \| \| \| \| \| \| 18. Carlos II de Mecklemburgo-Strelitz \| \| \| \| \| \| \| \| \| \| \| \| \| \| \| \| \| \| \| \| \| \| \| \| \| \| \| \| \| \| \| \| \| \| \| \| \| \| \| \| \| \| \| \| \| \| \| \| \| \| \| \| \| \| 9. Luisa de Mecklemburgo-Strelitz \| \| \| \| \| \| \| \| \| \| \| \| \| \| \| \| \| \| \| \| \| \| \| \| \| \| \| \| \| \| \| \| \| \| \| \| \| \| \| \| \| \| \| \| \| \| \| \| \| \| \| \| \| \| 19. Federica Carolina de Hesse-Darmstadt \| \| \| \| \| \| \| \| \| \| \| \| \| \| \| \| \| \| \| \| \| \| \| \| \| \| \| \| \| \| \| \| \| \| \| \| \| \| \| \| \| \| \| \| \| \| \| \| \| \| \| \| \| \| 2. Federico III de Alemania \| \| \| \| \| \| \| \| \| \| \| \| \| \| \| \| \| \| \| \| \| \| \| \| \| \| \| \| \| \| \| \| \| \| \| \| \| \| \| \| \| \| \| \| \| \| \| \| \| \| \| \| \| \| 20. Carlos Augusto de Sajonia-Weimar-Eisenach \| \| \| \| \| \| \| \| \| \| \| \| \| \| \| \| \| \| \| \| \| \| \| \| \| \| \| \| \| \| \| \| \| \| \| \| \| \| \| \| \| \| \| \| \| \| \| \| \| \| \| \| \| \| 10. Carlos Federico de Sajonia-Weimar-Eisenach \| \| \| \| \| \| \| \| \| \| \| \| \| \| \| \| \| \| \| \| \| \| \| \| \| \| \| \| \| \| \| \| \| \| \| \| \| \| \| \| \| \| \| \| \| \| \| \| \| \| \| \| \| \| 21. Luisa Augusta de Hesse-Darmstadt \| \| \| \| \| \| \| \| \| \| \| \| \| \| \| \| \| \| \| \| \| \| \| \| \| \| \| \| \| \| \| \| \| \| \| \| \| \| \| \| \| \| \| \| \| \| \| \| \| \| \| \| \| \| 5. Augusta de Sajonia-Weimar-Eisenach \| \| \| \| \| \| \| \| \| \| \| \| \| \| \| \| \| \| \| \| \| \| \| \| \| \| \| \| \| \| \| \| \| \| \| \| \| \| \| \| \| \| \| \| \| \| \| \| \| \| \| \| \| \| 22. Pablo I de Rusia \| \| \| \| \| \| \| \| \| \| \| \| \| \| \| \| \| \| \| \| \| \| \| \| \| \| \| \| \| \| \| \| \| \| \| \| \| \| \| \| \| \| \| \| \| \| \| \| \| \| \| \| \| \| 11. María Pávlovna de Rusia \| \| \| \| \| \| \| \| \| \| \| \| \| \| \| \| \| \| \| \| \| \| \| \| \| \| \| \| \| \| \| \| \| \| \| \| \| \| \| \| \| \| \| \| \| \| \| \| \| \| \| \| \| \| 23. Sofía Dorotea de Württemberg \| \| \| \| \| \| \| \| \| \| \| \| \| \| \| \| \| \| \| \| \| \| \| \| \| \| \| \| \| \| \| \| \| \| \| \| \| \| \| \| \| \| \| \| \| \| \| \| \| \| \| \| \| \| 1. Guillermo II de Alemania \| \| \| \| \| \| \| \| \| \| \| \| \| \| \| \| \| \| \| \| \| \| \| \| \| \| \| \| \| \| \| \| \| \| \| \| \| \| \| \| \| \| \| \| \| \| \| \| \| \| \| \| \| \| 24. Francisco de Sajonia-Coburgo-Saalfeld \| \| \| \| \| \| \| \| \| \| \| \| \| \| \| \| \| \| \| \| \| \| \| \| \| \| \| \| \| \| \| \| \| \| \| \| \| \| \| \| \| \| \| \| \| \| \| \| \| \| \| \| \| \| 12. Ernesto I de Sajonia-Coburgo-Gotha \| \| \| \| \| \| \| \| \| \| \| \| \| \| \| \| \| \| \| \| \| \| \| \| \| \| \| \| \| \| \| \| \| \| \| \| \| \| \| \| \| \| \| \| \| \| \| \| \| \| \| \| \| \| 25. Augusta de Reuss-Ebersdorf \| \| \| \| \| \| \| \| \| \| \| \| \| \| \| \| \| \| \| \| \| \| \| \| \| \| \| \| \| \| \| \| \| \| \| \| \| \| \| \| \| \| \| \| \| \| \| \| \| \| \| \| \| \| 6. Alberto de Sajonia-Coburgo-Gotha \| \| \| \| \| \| \| \| \| \| \| \| \| \| \| \| \| \| \| \| \| \| \| \| \| \| \| \| \| \| \| \| \| \| \| \| \| \| \| \| \| \| \| \| \| \| \| \| \| \| \| \| \| \| 26. Augusto de Sajonia-Gotha-Altenburgo \| \| \| \| \| \| \| \| \| \| \| \| \| \| \| \| \| \| \| \| \| \| \| \| \| \| \| \| \| \| \| \| \| \| \| \| \| \| \| \| \| \| \| \| \| \| \| \| \| \| \| \| \| \| 13. Luisa de Sajonia-Gotha-Altenburgo \| \| \| \| \| \| \| \| \| \| \| \| \| \| \| \| \| \| \| \| \| \| \| \| \| \| \| \| \| \| \| \| \| \| \| \| \| \| \| \| \| \| \| \| \| \| \| \| \| \| \| \| \| \| 27. Luisa Carlota de Mecklemburgo-Schwerin \| \| \| \| \| \| \| \| \| \| \| \| \| \| \| \| \| \| \| \| \| \| \| \| \| \| \| \| \| \| \| \| \| \| \| \| \| \| \| \| \| \| \| \| \| \| \| \| \| \| \| \| \| \| 3. Victoria, Princesa real \| \| \| \| \| \| \| \| \| \| \| \| \| \| \| \| \| \| \| \| \| \| \| \| \| \| \| \| \| \| \| \| \| \| \| \| \| \| \| \| \| \| \| \| \| \| \| \| \| \| \| \| \| \| 28. Jorge III del Reino Unido \| \| \| \| \| \| \| \| \| \| \| \| \| \| \| \| \| \| \| \| \| \| \| \| \| \| \| \| \| \| \| \| \| \| \| \| \| \| \| \| \| \| \| \| \| \| \| \| \| \| \| \| \| \| 14. Eduardo de Kent \| \| \| \| \| \| \| \| \| \| \| \| \| \| \| \| \| \| \| \| \| \| \| \| \| \| \| \| \| \| \| \| \| \| \| \| \| \| \| \| \| \| \| \| \| \| \| \| \| \| \| \| \| \| 29. Carlota de Mecklemburgo-Strelitz \| \| \| \| \| \| \| \| \| \| \| \| \| \| \| \| \| \| \| \| \| \| \| \| \| \| \| \| \| \| \| \| \| \| \| \| \| \| \| \| \| \| \| \| \| \| \| \| \| \| \| \| \| \| 7. Victoria del Reino Unido \| \| \| \| \| \| \| \| \| \| \| \| \| \| \| \| \| \| \| \| \| \| \| \| \| \| \| \| \| \| \| \| \| \| \| \| \| \| \| \| \| \| \| \| \| \| \| \| \| \| \| \| \| \| 30. Francisco de Sajonia-Coburgo-Saalfeld (= 24) \| \| \| \| \| \| \| \| \| \| \| \| \| \| \| \| \| \| \| \| \| \| \| \| \| \| \| \| \| \| \| \| \| \| \| \| \| \| \| \| \| \| \| \| \| \| \| \| \| \| \| \| \| \| 15. Victoria de Sajonia-Coburgo-Saalfeld \| \| \| \| \| \| \| \| \| \| \| \| \| \| \| \| \| \| \| \| \| \| \| \| \| \| \| \| \| \| \| \| \| \| \| \| \| \| \| \| \| \| \| \| \| \| \| \| \| \| \| \| \| \| 31. Augusta de Reuss-Ebersdorf (= 25) \| \| \| \| \| \| \| \| \| \| \| \| \| \| \| \| \| \| \| \| \| \| \| \| \| \| \| \| \| \| \| \| \| \| \| \| \| \| \| \| \| \| \| \| \| \| \| \| \| \| \| \| |                                                  |  |  |  |  |  |  |  |  |  |  |  |  |  |  |  |
| |                                                  |  |  |  |  |  |  |  |  |  |  |  |  |  |  |  |
| | 16. Federico Guillermo II de Prusia              |  |  |  |  |  |  |  |  |  |  |  |  |  |  |  |
| |                                                  |  |  |  |  |  |  |  |  |  |  |  |  |  |  |  |
| |                                                  |  |  |  |  |  |  |  |  |  |  |  |  |  |  |  |
| | 8. Federico Guillermo III de Prusia              |  |  |  |  |  |  |  |  |  |  |  |  |  |  |  |
| |                                                  |  |  |  |  |  |  |  |  |  |  |  |  |  |  |  |
| |                                                  |  |  |  |  |  |  |  |  |  |  |  |  |  |  |  |
| | 17. Federica Luisa de Hesse-Darmstadt            |  |  |  |  |  |  |  |  |  |  |  |  |  |  |  |
| |                                                  |  |  |  |  |  |  |  |  |  |  |  |  |  |  |  |
| |                                                  |  |  |  |  |  |  |  |  |  |  |  |  |  |  |  |
| | 4. Guillermo I de Alemania                       |  |  |  |  |  |  |  |  |  |  |  |  |  |  |  |
| |                                                  |  |  |  |  |  |  |  |  |  |  |  |  |  |  |  |
| |                                                  |  |  |  |  |  |  |  |  |  |  |  |  |  |  |  |
| | 18. Carlos II de Mecklemburgo-Strelitz           |  |  |  |  |  |  |  |  |  |  |  |  |  |  |  |
| |                                                  |  |  |  |  |  |  |  |  |  |  |  |  |  |  |  |
| |                                                  |  |  |  |  |  |  |  |  |  |  |  |  |  |  |  |
| | 9. Luisa de Mecklemburgo-Strelitz                |  |  |  |  |  |  |  |  |  |  |  |  |  |  |  |
| |                                                  |  |  |  |  |  |  |  |  |  |  |  |  |  |  |  |
| |                                                  |  |  |  |  |  |  |  |  |  |  |  |  |  |  |  |
| | 19. Federica Carolina de Hesse-Darmstadt         |  |  |  |  |  |  |  |  |  |  |  |  |  |  |  |
| |                                                  |  |  |  |  |  |  |  |  |  |  |  |  |  |  |  |
| |                                                  |  |  |  |  |  |  |  |  |  |  |  |  |  |  |  |
| | 2. Federico III de Alemania                      |  |  |  |  |  |  |  |  |  |  |  |  |  |  |  |
| |                                                  |  |  |  |  |  |  |  |  |  |  |  |  |  |  |  |
| |                                                  |  |  |  |  |  |  |  |  |  |  |  |  |  |  |  |
| | 20. Carlos Augusto de Sajonia-Weimar-Eisenach    |  |  |  |  |  |  |  |  |  |  |  |  |  |  |  |
| |                                                  |  |  |  |  |  |  |  |  |  |  |  |  |  |  |  |
| |                                                  |  |  |  |  |  |  |  |  |  |  |  |  |  |  |  |
| | 10. Carlos Federico de Sajonia-Weimar-Eisenach   |  |  |  |  |  |  |  |  |  |  |  |  |  |  |  |
| |                                                  |  |  |  |  |  |  |  |  |  |  |  |  |  |  |  |
| |                                                  |  |  |  |  |  |  |  |  |  |  |  |  |  |  |  |
| | 21. Luisa Augusta de Hesse-Darmstadt             |  |  |  |  |  |  |  |  |  |  |  |  |  |  |  |
| |                                                  |  |  |  |  |  |  |  |  |  |  |  |  |  |  |  |
| |                                                  |  |  |  |  |  |  |  |  |  |  |  |  |  |  |  |
| | 5. Augusta de Sajonia-Weimar-Eisenach            |  |  |  |  |  |  |  |  |  |  |  |  |  |  |  |
| |                                                  |  |  |  |  |  |  |  |  |  |  |  |  |  |  |  |
| |                                                  |  |  |  |  |  |  |  |  |  |  |  |  |  |  |  |
| | 22. Pablo I de Rusia                             |  |  |  |  |  |  |  |  |  |  |  |  |  |  |  |
| |                                                  |  |  |  |  |  |  |  |  |  |  |  |  |  |  |  |
| |                                                  |  |  |  |  |  |  |  |  |  |  |  |  |  |  |  |
| | 11. María Pávlovna de Rusia                      |  |  |  |  |  |  |  |  |  |  |  |  |  |  |  |
| |                                                  |  |  |  |  |  |  |  |  |  |  |  |  |  |  |  |
| |                                                  |  |  |  |  |  |  |  |  |  |  |  |  |  |  |  |
| | 23. Sofía Dorotea de Württemberg                 |  |  |  |  |  |  |  |  |  |  |  |  |  |  |  |
| |                                                  |  |  |  |  |  |  |  |  |  |  |  |  |  |  |  |
| |                                                  |  |  |  |  |  |  |  |  |  |  |  |  |  |  |  |
| | 1. Guillermo II de Alemania                      |  |  |  |  |  |  |  |  |  |  |  |  |  |  |  |
| |                                                  |  |  |  |  |  |  |  |  |  |  |  |  |  |  |  |
| |                                                  |  |  |  |  |  |  |  |  |  |  |  |  |  |  |  |
| | 24. Francisco de Sajonia-Coburgo-Saalfeld        |  |  |  |  |  |  |  |  |  |  |  |  |  |  |  |
| |                                                  |  |  |  |  |  |  |  |  |  |  |  |  |  |  |  |
| |                                                  |  |  |  |  |  |  |  |  |  |  |  |  |  |  |  |
| | 12. Ernesto I de Sajonia-Coburgo-Gotha           |  |  |  |  |  |  |  |  |  |  |  |  |  |  |  |
| |                                                  |  |  |  |  |  |  |  |  |  |  |  |  |  |  |  |
| |                                                  |  |  |  |  |  |  |  |  |  |  |  |  |  |  |  |
| | 25. Augusta de Reuss-Ebersdorf                   |  |  |  |  |  |  |  |  |  |  |  |  |  |  |  |
| |                                                  |  |  |  |  |  |  |  |  |  |  |  |  |  |  |  |
| |                                                  |  |  |  |  |  |  |  |  |  |  |  |  |  |  |  |
| | 6. Alberto de Sajonia-Coburgo-Gotha              |  |  |  |  |  |  |  |  |  |  |  |  |  |  |  |
| |                                                  |  |  |  |  |  |  |  |  |  |  |  |  |  |  |  |
| |                                                  |  |  |  |  |  |  |  |  |  |  |  |  |  |  |  |
| | 26. Augusto de Sajonia-Gotha-Altenburgo          |  |  |  |  |  |  |  |  |  |  |  |  |  |  |  |
| |                                                  |  |  |  |  |  |  |  |  |  |  |  |  |  |  |  |
| |                                                  |  |  |  |  |  |  |  |  |  |  |  |  |  |  |  |
| | 13. Luisa de Sajonia-Gotha-Altenburgo            |  |  |  |  |  |  |  |  |  |  |  |  |  |  |  |
| |                                                  |  |  |  |  |  |  |  |  |  |  |  |  |  |  |  |
| |                                                  |  |  |  |  |  |  |  |  |  |  |  |  |  |  |  |
| | 27. Luisa Carlota de Mecklemburgo-Schwerin       |  |  |  |  |  |  |  |  |  |  |  |  |  |  |  |
| |                                                  |  |  |  |  |  |  |  |  |  |  |  |  |  |  |  |
| |                                                  |  |  |  |  |  |  |  |  |  |  |  |  |  |  |  |
| | 3. Victoria, Princesa real                       |  |  |  |  |  |  |  |  |  |  |  |  |  |  |  |
| |                                                  |  |  |  |  |  |  |  |  |  |  |  |  |  |  |  |
| |                                                  |  |  |  |  |  |  |  |  |  |  |  |  |  |  |  |
| | 28. Jorge III del Reino Unido                    |  |  |  |  |  |  |  |  |  |  |  |  |  |  |  |
| |                                                  |  |  |  |  |  |  |  |  |  |  |  |  |  |  |  |
| |                                                  |  |  |  |  |  |  |  |  |  |  |  |  |  |  |  |
| | 14. Eduardo de Kent                              |  |  |  |  |  |  |  |  |  |  |  |  |  |  |  |
| |                                                  |  |  |  |  |  |  |  |  |  |  |  |  |  |  |  |
| |                                                  |  |  |  |  |  |  |  |  |  |  |  |  |  |  |  |
| | 29. Carlota de Mecklemburgo-Strelitz             |  |  |  |  |  |  |  |  |  |  |  |  |  |  |  |
| |                                                  |  |  |  |  |  |  |  |  |  |  |  |  |  |  |  |
| |                                                  |  |  |  |  |  |  |  |  |  |  |  |  |  |  |  |
| | 7. Victoria del Reino Unido                      |  |  |  |  |  |  |  |  |  |  |  |  |  |  |  |
| |                                                  |  |  |  |  |  |  |  |  |  |  |  |  |  |  |  |
| |                                                  |  |  |  |  |  |  |  |  |  |  |  |  |  |  |  |
| | 30. Francisco de Sajonia-Coburgo-Saalfeld (= 24) |  |  |  |  |  |  |  |  |  |  |  |  |  |  |  |
| |                                                  |  |  |  |  |  |  |  |  |  |  |  |  |  |  |  |
| |                                                  |  |  |  |  |  |  |  |  |  |  |  |  |  |  |  |
| | 15. Victoria de Sajonia-Coburgo-Saalfeld         |  |  |  |  |  |  |  |  |  |  |  |  |  |  |  |
| |                                                  |  |  |  |  |  |  |  |  |  |  |  |  |  |  |  |
| |                                                  |  |  |  |  |  |  |  |  |  |  |  |  |  |  |  |
| | 31. Augusta de Reuss-Ebersdorf (= 25)            |  |  |  |  |  |  |  |  |  |  |  |  |  |  |  |
| |                                                  |  |  |  |  |  |  |  |  |  |  |  |  |  |  |  |
| |                                                  |  |  |  |  |  |  |  |  |  |  |  |  |  |  |  |

## Sucesión
| Predecesor: Federico III | Emperador alemán 1888-1918 | Sucesor: Friedrich Ebert (Presidente de Alemania) |
| Predecesor: Federico III | Rey de Prusia 1888-1918    | Sucesor: Título abolido                           |